# 日本の漫画家一覧

日本の漫画家一覧（にほんのまんがかいちらん）は、日本で活動する漫画家の五十音順一覧である。
| 目次 | 目次 | 目次 | 目次 | 目次 | 目次 | 目次 | 目次 | 目次 | 目次 | 目次 |
| ---- | ---- | ---- | ---- | ---- | ---- | ---- | ---- | ---- | ---- | ---- |
| わ   | ら   | や   | ま   | は   |      | な   | た   | さ   | か   | あ   |
|      | り   |      | み   | ひ   |      | に   | ち   | し   | き   | い   |
| を   | る   | ゆ   | む   | ふ   |      | ぬ   | つ   | す   | く   | う   |
|      | れ   |      | め   | へ   |      | ね   | て   | せ   | け   | え   |
| ん   | ろ   | よ   | も   | ほ   |      | の   | と   | そ   | こ   | お   |

単独での項目がない漫画家についてのプロフィール抄つきの漫画家一覧 （あ〜わ）- 関連項目

## あ行

### あ
- Ark Performance
- 藍
- 藍川さき
- 藍川さとる
- 愛川哲也（愛川てつや）
- 相川有（抄）
- 相澤いくえ
- あいざわ遥
- あいだ夏波
- 愛田真夕美
- 相田裕
- 相庭よた郎
- 相原コージ
- 愛原司
- 藍本松
- 愛本みずほ
- あいやーぼーる（藍屋球）
- 藍吉はづき
- 藍里たると
- あうら聖児
- 葵蜜柑
- 葵みちる
- あおいみつ
- 青池保子
- 葵みちる
- 蒼樹うめ
- あおきけい
- 青木琴美
- 青木幸子
- 青稀シン
- 青木たかお
- あおきてつお
- 青木俊直
- 青木朋
- 蒼木雅彦
- 青木光恵
- 青木雄二
- 青木U平
- 蒼月ひかり
- 青沼貴子
- 青野春秋
- 青野てる坊
- 青春
- あおやぎ孝夫
- 碧也ぴんく
- 青柳裕介
- 青山剛昌
- 青山はるの
- あおやま英雄
- 青山広美
- 明石沢貴士（抄）
- 赤井里実
- 赤石路代
- 赤衣丸歩郎
- 赤銅茉莉
- 赤坂アカ
- 赤座ひではる
- 阿賀沢紅茶
- あかざわRED
- 明石英之
- 赤瀬とまと
- 赤津豊
- 赤塚不二夫
- 暁月あきら
- あかつきごもく
- あかつきけいいち
- 赤津豊
- 朱戸アオ
- 赤名修（抄）
- 茜田千
- 茜虎徹
- 赤人義一
- 赤星健次
- 赤星たみこ
- 赤松健
- 赤美潤一郎
- あかりりゅりゅ羽
- あき
- 亜樹新
- 秋★枝
- 明生チナミ
- 秋里和国
- 秋重学
- あぎじゅんこ（抄）
- あきたにまさみ（わんべえ）
- あきづき空太
- 秋月ひろずみ
- 秋月りす
- あきづきりょう（秋月亮）
- 秋奈つかこ（つかこ）
- あきのかな（抄）
- 秋乃茉莉
- 明野みる
- 秋葉凪人
- あきまん（安田朗）
- 秋本治
- 秋元奈美
- 秋元裕美子
- 秋山亜由子
- 秋山たまよ
- 秋山はる
- あきやま陽光
- 秋好馨
- アキヨシカズタカ
- 秋吉宣宏
- 秋吉由美子
- アキリ
- 秋竜山
- 秋玲二
- 阿久井真
- 芥見下々
- 揚立しの
- 明智抄
- あさいもとゆき（浅井裕）
- 旭丘光志
- 朝賀庵
- あさぎ桜
- 朝木貴行
- 朝基まさし
- あさぎり夕
- 朝倉世界一
- 亜桜まる
- 浅田寅ヲ
- アサダニッキ
- 浅田弘幸
- あさだみほ
- あさの
- 浅田寅ヲ
- 浅田ミヨコ
- 朝菜きり
- 浅沼ひろゆき
- 浅野いにお
- 浅野伽々
- あさのりじ
- 浅野りん
- 旭
- 旭まあさ
- 旭凛太郎
- 朝比奈ゆうや
- 朝吹まり
- 麻見雅
- 麻宮騎亜
- 浅見侑
- 浅美裕子
- 浅見百合子
- 浅見よう
- 浅見理都
- あさりよしとお
- あさをゆうじ
- あしだかおる
- 芦谷あばよ
- アジチカ
- 芦奈野ひとし
- 葦原大介
- 芦原妃名子
- あしべゆうほ
- 飛鳥昭雄
- 飛鳥あると
- 飛鳥幸子
- 明日賀じゅん
- 飛鳥弓樹
- あずき友里
- あすなひろし
- アスヒロ
- あずま京太郎
- あずまきよひこ
- 東元
- 東静馬
- 東毅
- 東直輝（あずまけいしん、東佳伸）
- 東まゆみ
- あずま勇輝
- あずまゆき
- あずまよしお
- あずみきし
- あずみ椋
- 麻生歩
- 麻生いずみ
- 麻生周一
- 麻生羽呂
- 麻生みこと
- 麻生豊
- アターシャ松永（抄）
- 足立金太郎（アダチケイジ）
- 足立淳
- あだちつよし
- 安達哲
- あだちとか
- あだち勉
- あだち充
- あっきう
- 亜月裕
- 亜月亮
- アッチあい
- 安土じょう
- あづち涼
- 吾妻ひでお
- 渥美理絵
- 敦森蘭
- あとり硅子
- 穴久保幸作
- あなしん
- あなだもあ（抄）
- 亜南くじら
- 阿南まゆき
- 兄崎ゆな
- 肋骨凹介
- 安彦麻理絵
- 安孫子三和
- あびゅうきょ
- あfろ
- 阿部川キネコ
- あべこうじ
- あべさより
- 阿部秀司
- 阿部潤
- 安部慎一
- 阿部共実
- 阿倍野ちゃこ
- アベツカサ
- あべ美幸
- 阿部ゆたか
- あべゆりこ
- 阿部洋一
- 安倍吉俊
- あほすたさん
- 阿呆トロ
- 雨隠ギド
- 天川すみこ
- 天城小百合
- 天倉ふゆ
- 尼子騒兵衛
- 雨瀬シオリ
- 天月みご
- 天津冴
- 甘詰留太
- 天沼俊
- 天音佑湖
- 天野雨乃
- 天野明
- あまのがみだい
- 天野こずえ
- 天乃咲哉（旧・天乃咲耶）
- 天乃忍
- 天野しゅにんた
- 天野シロ
- あまのしん
- 天野洋一
- 天原ふおん
- 天久聖一
- 甘福あまね
- 雨宮淳（別名義多数）
- あみみ
- アミュー
- 飴あられ
- アメノ
- 雨野さやか
- 雨宮智子
- 阿萬和俊（抄）
- 雨山電信
- 厦門潤
- 天羽銀
- 彩崎廉
- あやせ理子（抄）
- 綾永らん
- 綾野なおと
- 綾乃れな
- 彩花みん
- 彩原その
- あや秀夫
- 綾峰欄人
- 綾村切人
- あゆかわ華
- 香魚子
- 鮎沢まこと
- あゆみゆい
- 新井キヒロ
- 荒井清和
- あらいきよこ
- あらいぐま
- あらゐけいいち
- 新居さとし
- 新井祥
- あらいずみるい
- 新井隆広
- あらい太朗
- 荒井チェリー
- 新挑限
- 荒井智之
- 新井葉月
- 新井英樹
- 新井理恵
- 荒川弘
- 新川直司
- あらきあきら
- あらきかなお
- 荒木宰
- 荒木飛呂彦
- 荒木ひとし（抄）
- 新久保だいすけ
- あらた真琴
- あらた伊里
- 荒巻圭子
- 荒巻ユミ
- 阿乱霊
- 有井伊奈
- 有賀ヒトシ
- ありかわ栄一
- 有子瑶一
- ありさか邦
- 有沢遼
- ありのひろし
- アリハラナオ
- 有馬
- 有馬啓太郎
- 有間しのぶ
- ありま猛
- ありむら潜
- 有元美保
- 有吉京子
- 有賀リエ
- アルコ
- あるまるみ
- あろひろし
- あわ箱
- 粟岳高弘
- アンギャマン
- 安斎かなえ
- 安西信行
- 安西理晃
- 安堂維子里
- 安藤しげき
- 安藤慈朗
- 安堂友子
- 安藤なつみ
- 安藤正基
- 安藤ゆき
- あんど慶周
- アントンシク
- 安野モヨコ
- 安部真弘

### い
- 飯坂友佳子
- 飯島いちる
- 飯島浩介
- 飯島祐輔
- 飯田耕一郎
- 飯田ぽち。
- いーだ俊嗣
- 飯塚修子
- 飯沼ゆうき
- 飯星シンヤ
- 飯森広一
- 井浦秀夫
- 井荻寿一
- 緒里たばさ
- IKa（羽田いかお）
- いかさ真緒
- 伊科田海
- 五十嵐あぐり
- 五十嵐かおる
- 五十嵐浩一
- 五十嵐大介
- 五十嵐正邦
- いがらしみきお
- いがらしゆみこ
- 五十嵐藍
- いがりペコ
- いかわあや
- いくえみ綾
- ichtys
- いくたまき
- 井口ユミ
- 幾花にいろ
- 征海未亜
- 井雲くす
- 幾夜大黒堂
- いけ
- いけうち誠一
- 池上花英
- 池上遼一
- 池沢早人師
- 池沢理美
- 池沢春人
- 池ジュン子
- 池田乾
- 池田恵
- いけださくら
- 池田さとみ
- いけだたかし
- 池田淳一
- 池田多恵子
- 池田文春
- 池田ユキオ
- 池田理代子
- 池田留里子
- 池谷理香子
- 池野恋
- 池野雅博
- 池原しげと
- 生藤由美
- 池部鈞
- 池本幹雄
- 池山田剛
- 伊咲ウタ
- 諫山創
- いさやまもとこ
- 伊沢慎壱
- 井沢まさみ
- 井沢陽子（抄）
- 石井あゆみ
- 石井いさみ
- 石井清美
- 石井さだよし
- 石井隆
- 石井敬士
- いしいひさいち
- 石井まゆみ
- いしいゆか
- 石岡ショウエイ
- 石垣環
- 石垣ゆうき
- いしかわえみ
- 石川球太
- 石川賢
- 石川サブロウ
- いしかわじゅん
- 石川フミヤス
- 石川マサキ
- 石川雅之
- 石川森彦
- 石川弥子（抄）
- 石川優吾
- 石川ローズ
- 異識
- 一色登希彦
- 石黒正数
- 石坂啓
- 石田あきら
- 石田敦子
- 石田英助
- 石田和明
- 石田スイ
- 石田拓実
- 石塚真一
- 石塚2祐子（いしづかゆうこ）
- 石塚夢見
- 意志強ナツ子
- イシデ電
- 石ノ森章太郎
- 石原はるひこ（石原春彦）
- 石原まこちん
- 石本美穂
- 石山東吉
- 石山諒
- 石渡治
- 石渡洋司
- ISUTOSHI
- 和泉明日香
- 和泉かねよし
- いずみ哨
- 泉朝樹
- 和泉なぎさ
- 泉晴紀（泉昌之も参照）
- いずみべる
- 泉ゆきを（泉ゆき雄）
- 依澄れい
- 石動あゆま
- 磯山晶
- 磯谷友紀
- 伊十楽
- イダタツヒコ
- 井田ヒロト
- 板井れんたろう
- 板垣恵介
- 板垣巴留
- 板垣雅也
- 板倉梓
- 板倉雄一
- 井谷賢太郎
- 板橋しゅうほう
- 板場広志
- 市川ジュン
- 市川ショウ
- 市川智茂
- 市川春子
- 市川ヒロシ
- 市川マサ
- 市川みさこ
- 壱河柳乃助
- 壱瀬かいこ
- 一式まさと
- 一條裕子
- 一条ゆかり
- 一智和智
- 一ノ関圭
- いちのへ瑠美
- イチハ
- 市原敬子
- 一丸
- 逸架ぱずる
- 樹要
- 出月こーじ
- 一葵さやか
- 樹なつみ
- 伊槻ユリナ
- 一色まこと
- 一堂はじめ
- いづなよしつね
- 出渕裕
- 一市裕納
- 一本木蛮
- いづみひろの
- いづみやおとは
- いでえいじ
- 井出圭亮
- 井出智香恵
- 伊藤明弘
- 伊藤いづも
- いとうえい
- 伊藤黒介
- 伊藤重夫
- 伊藤潤二
- 伊藤伸平
- 伊藤勢
- いとう耐
- 伊藤太一
- 伊東岳彦
- 井藤ななみ
- 伊藤ハチ
- 伊藤誠
- 伊藤正臣
- 伊藤真美
- いとうみきお
- 伊藤実
- 伊藤三巳華
- 伊藤悠
- 伊藤ゆう
- 伊藤結花理
- 伊藤理佐
- 糸杉柾宏
- いとまん
- 糸吉了一
- 稲井カオル
- 稲岡和佐
- 稲垣理一郎
- 稲田浩司
- いなだ詩穂
- 稲見独楽
- 稲光伸二
- 伊奈めぐみ
- 稲山覚也
- 稲荷家房之介
- 犬威赤彦
- 乾はるか
- 乾良彦
- 犬養ヒロ
- 狗神煌
- 犬上すくね
- 犬木栄治
- 犬木加奈子
- 犬丸りん
- 犬山まさと
- イノウエ
- 井上恵美子
- 井上一雄
- 井上和郎
- 井上きみどり
- 井上コオ
- いのうえさきこ
- 井上サトル
- 井上智
- 井上三太
- 井上純一
- 井上淳哉
- いのうえ空
- 井上大助
- 井上雄彦
- 井上トモコ
- 井上直久
- 井上紀良
- 井上英沖
- 井上博和
- 井上正治
- イノウエマキト
- 井上元伸
- 井上桃太
- 井上行広
- 井上よしひさ
- 猪川朱美
- 猪熊しのぶ
- いのの
- 井ノ本リカ子
- 猪ノ谷言葉
- 伊庭竹緒
- 伊原しげかつ
- 伊原士郎
- 伊原大貴
- 井原裕士
- 伊吹楓
- いふじシンセン
- 今市子
- いまいかおる
- 今井神
- 今木商事
- 今井大輔
- 今井哲也
- 今井トゥーンズ
- 今井康絵
- 今泉伸二
- 今賀俊
- いまざきいつき（伊魔崎斎）
- いましろたかし
- 今谷鉄柱
- 今西まさお（今西正男）
- 今村洋子
- 今村陽子
- 伊万里すみ子（抄）
- いみぎむる
- 居村眞二
- 今道英治
- 仏さんじょ
- iyutani
- 五十子勝
- 入江亜季
- 入江喜和
- 入江しげる
- 入江紀子
- 岩明均
- 岩井渓
- 岩泉舞
- 岩岡ヒサエ
- いわおかめめ
- 岩尾奈美恵
- 岩佐あきらこ
- いわさきまさかず
- 岩崎陽子
- いわしげ孝
- 岩下慶子
- イワシタシゲユキ
- 岩代俊明
- 岩瀬昌嗣
- 岩田和久
- 岩田やすてる
- 岩原裕二
- 岩谷テンホー
- 岩永亮太郎
- 岩館真理子
- 石見翔子
- いわみちさくら
- 岩村俊哉
- 岩本久則
- 岩本ナオ
- 岩本佳浩
- 岩本直輝

### う
- 上座理保
- 植芝理一
- 上田悦
- 上田信舟
- 上田キク
- 上田トシコ
- ウエダハジメ
- 上田宏
- 植田まさし
- うえだ美貴
- うえだ未知
- 上田美和
- 上田倫子
- 上野顕太郎
- 上野すばる
- 上原甲斐（抄）
- 上原きみ子
- 上村一夫
- 上山徹郎
- うえやまとち
- 上山道郎
- 魚豊
- 魚戸おさむ
- うおなてれぴん
- うおぬまゆう
- 魚乃目三太
- 鵜飼U子（抄）
- 宇河弘樹
- 右京あやね
- うぐいすみつる
- 雨月衣
- 兎野みみ
- うさ銀太郎
- うさくん
- 宇佐崎しろ
- 宇佐美多恵
- 宇佐美真紀
- 宇佐美道子
- 宇佐美渉
- 宇佐悠一郎
- 氏家ト全
- うしおそうじ
- 氏賀Y太
- 牛木義隆
- 牛島慶子
- 宇城はやひろ
- うず
- 臼井儀人
- 臼井仁志
- 臼倉若菜（抄）
- うすた京介
- うすね正俊
- 歌川たいじ
- うたたねひろゆき
- うた乃
- 内々けやき
- 内崎まさとし（抄）
- 内田かずひろ
- 内田康平
- 内田早紀
- 内田春菊
- 内田美奈子
- 内田善美
- 内村月子
- 内山亜紀
- 内水融
- 内村かなめ
- うちやましゅうぞう（抄）
- 内山まもる
- 内山安二
- utu
- 卯月妙子
- Woody-Rinn（森林林檎）
- 内海八重
- 打見佑祐
- 鰻丸
- 宇仁田ゆみ
- 宇野亜由美
- ウノ・カマキリ
- うのせけんいち
- 宇野智哉
- 宇野比呂士
- 宇田学
- ウヒョ助
- うましか
- U35
- 海月れおな
- 羽海野チカ
- 海野つなみ
- 海野やよい
- うめ
- 梅川和実
- うめざわしゅん
- 梅澤春人
- 梅澤麻里奈
- 楳図かずお
- 梅田阿比
- 梅宮あいこ
- 梅本さちお
- 浦川まさる
- 有楽彰展
- ウラケン・ボルボックス
- 浦嶋嶺至
- 浦沢直樹
- うらたじゅん
- 浦地コナツ
- 裏那圭
- 浦野千賀子
- 浦乃まみ
- うらべ・すう（一烈条二）
- 浦本直見
- ウラモトユウコ
- URAN (漫画家)
- 売野機子
- 漆野りひと
- うるし原智志
- 漆原友紀
- 漆原侑来
- うろたん
- 海野そら太
- 海野螢
- 梅沢はな

### え
- 影木栄貴
- 永塚未知流
- 永福一成
- 永福太郎
- AK24
- 江川達也
- 江草天仁
- 恵口公生
- 江口寿史
- ヱシカ/ショーゴ
- 江島絵理
- 江尻立真
- えすとえむ
- えすのサカエ
- SP☆なかてま
- 枝松克幸
- 恵月ひまわり
- 衛藤ヒロユキ
- 永遠幸
- 江戸川エドガワ
- 江波譲二
- えぬえけい
- えのあきら
- 榎伸晃
- 榎屋克優
- 榎木りか
- 江野スミ
- 榎本智
- 榎本俊二
- 榎本ちづる
- 榎本ナリコ
- 榎本ハイツ
- えばんふみ
- 戎橋政造
- えびすまるほ（抄）
- ゑびす屋ぼん子
- 蛭子能収
- 蝦名いくお(蝦名郁夫）
- えびなしお
- えびはら武司
- 海老原優
- えびふらい
- 江平洋巳
- FBC
- F4U
- emily
- M.WOLVERINE
- 絵本奈央
- 衿沢世衣子
- エレクトさわる
- えれっと
- 円城寺マキ
- えんどコイチ
- 袁藤沖人
- 遠藤達哉
- 遠藤淑子
- 遠藤仁
- 遠藤浩輝
- 遠藤海成

### お
- 及川えみり
- 笈川かおる
- 及川徹
- ÖYSTER
- オイスター
- おいもとじろう
- オイユウタ
- 黄井ぴかち
- 押上美猫
- 扇ゆずは
- 桜多吾作
- 近江のこ
- 大石浩二
- 大石普人（オオイシヒロト）
- 大石まさる
- 大石竜子
- 大井昌和
- 大今良時
- 大岩ケンヂ
- 大岩ピュン（大井知美）
- 大詩りえ
- おおうちえいこ
- 大内水軍
- 小桜池なつみ
- 大岡さおり
- 大海とむ
- 大江慎一郎（大江しんいちろう）
- 大川ぶくぶ
- 大河原遁
- 大北真潤
- 大久保彰
- 大久保篤
- 大久保亜夜子
- 大久保ニュー
- 大久保ヒロミ
- 小椋冬美
- 大暮維人
- 大越孝太郎
- 大迫純一
- 大沢やよい
- 大柴健
- 大島司
- オオシマヒロユキ
- 大島永遠
- 大島やすいち
- 大島弓子
- 大清水さち
- 大城のぼる
- 大須賀玄
- 大須賀めぐみ
- おおた綾乃
- 太田垣康男
- 太田虎一郎（抄）
- 大田垣晴子
- 大高忍
- 大滝よしえもん
- 大竹利朋
- 大武政夫
- 太田早紀
- 太田じろう
- 大谷アキラ
- 大谷博子
- 太田モアレ
- 太田基之
- 大月悠祐子（かなん）
- 大塚由美
- おおつぼマキ
- 大寺義史
- 大友克洋
- おーなり由子
- おおにし真
- 大西巷一
- 大西志信
- 大西実生子
- おおのこうすけ
- 大野潤子
- 大野純二 （おおのじゅんじ）
- 大野哲也
- 大野安之 （おおのやすゆき）
- 大羽快
- 大橋薫
- 大橋ツヨシ
- 大橋裕之
- 大ハシ正ヤ
- 大橋よしひこ
- おーはしるい （荻原みゆき）
- おおばあつし（大場敦）
- 大羽隆廣
- おおば比呂司
- おおばやしみゆき
- おおひなたごう
- 大平かずお
- 大富寺航
- 大前田りん
- 大宮宮美
- 大森葵（いるも晴章）
- おおや和美
- おおやちき
- 大山和栄
- 大槍葦人
- 大雪師走
- 大和田夏希
- 大和田秀樹
- 丘あつし
- おがきちか
- 岡霧硝
- 丘けい子
- 岡崎京子
- 岡崎二郎
- 岡崎武士
- 岡崎つぐお
- おかざき真里
- 岡崎優
- 岡崎呼人
- 小笠原朋子
- 小笠原真
- 岡田晟
- 岡田あーみん
- 岡田和人
- 岡田がる
- 岡田純子
- おがたちえ
- 岡田史子
- 尾形未紀（抄）
- 岡田芽武 （おかだめぐむ）
- 緒方てい
- 御形屋はるか
- 岡田輪学
- 岡田理知
- 御徒町鳩
- 岡戸達也
- 岡野剛
- 岡野史佳
- おかべりか
- 岡野玲子
- 岡部冬彦
- OKAMA
- 岡村賢二
- 岡村星
- 岡本一平
- 岡本一広
- 岡本慶子
- 岡本健太郎
- おかもととかさ
- 岡本倫
- オカヤド
- 小川悦司
- 小川こうじ
- 小川麻衣子
- 小川雅史
- 小川亮
- 沖圭一郎
- 沖一（抄）
- おぎぬまX
- おぎのひとし
- 荻野真
- 荻野真弓
- 荻野目かおる
- 荻原賢次
- 奥嶋ひろまさ
- 奥瀬サキ
- 奥平イラ （奥平衣良）
- 奥谷通教
- 奥田ひとし
- 奥津武
- 奥十
- 奥英樹
- 奥浩哉
- 奥村真理子
- 奥谷かひろ
- 小椋アカネ
- 小椋冬美
- 小栗かずまた
- 小栗左多里
- 奥友志津子
- 刑部真芯
- 尾崎晶
- 尾崎あきら
- 尾崎かおり
- 尾崎南
- 長田ノオト
- 長田悠幸
- 小沢カオル
- 小沢かな
- 小澤さとる
- 小沢としお
- 小沢真理
- おざわゆき
- おしおしお
- 押川雲太朗
- 押切蓮介
- 押見修造
- 押山雄一
- オジロマコト
- 尾瀬あきら
- 織田綺
- 尾田栄一郎
- おだぎみを
- 小田空
- 小田扉
- オダトモヒト
- 小田ひで次
- 尾高純一
- 小田島等
- 尾玉なみえ
- 織田non
- おたみ
- 小田ゆうあ
- 小田原ドラゴン
- オダワラハコネ
- 越智千文（抄）
- 御茶漬海苔
- 御茶まちこ
- おちよしひこ（あじす・あべば）
- 落合さより
- 落合尚之
- 乙ひより
- 音久無
- 鬼窪浩久
- オニグンソウ
- 鬼束直
- 小野玄暉
- 小野佐世男
- 小野さゆり
- 小野新二
- 小野敏洋（おのとしひろ、上連雀三平）
- オノ・ナツメ
- 小野弥夢
- 小野洋一郎
- 小野寺浩二
- 小野中彰大
- 小畑しゅんじ
- 小畑健（土方茂）
- 小畑友紀
- 小花美穂
- 小原愼司
- 帯ひろ志
- おみおみ
- 臣士れい（抄）
- 小山田いく
- 小山田つとむ
- 小山田容子
- 織倉まこと（抄）
- おりはらさちこ
- 折原みと
- おりもとみまな

## か行

### か
- がぁさん
- かーみら
- 花郁悠紀子
- 介錯
- カイシンシ
- KAITO
- かいとうぴんく
- カイマコト
- 甲斐谷忍
- かいづか
- 貝塚ひろし
- 海童博行
- 海明寺裕
- 可歌まと
- 花緒莉
- 薫原好江
- かかずかず
- カガノミハチ
- カガミツキ
- 鹿賀ミツル
- かがみあきら（あぽ）
- 鏡なな子
- かがり淳子
- 柿崎正澄
- 柿崎椋
- 垣野内成美
- かきふらい
- 柿本ケンジロウ
- 華京院レイ
- 加倉井ミサイル
- 賀来ゆうじ
- 筧秀隆
- 影崎由那
- 影丸穣也
- 影山なおゆき
- KAKERU（バー・ぴぃちぴっと）
- カゴ直利
- 葛西りいち
- 風上旬
- 笠木忍
- 笠太郎
- 風都ノリ
- カサハラテツロー
- 笠原俊夫（抄）
- 笠原真樹
- 笠原倫（RIN）
- カザマアヤミ
- かざま鋭二
- 笠間しろう
- 風間宏子
- 風間やんわり
- 舵英里
- 梶川卓郎
- 樫木祐人
- 加治佐修
- 樫の木ちゃん
- 舵真秀斗
- 鹿島麻耶（旧名：滝沢麻耶）
- 柏木香乃
- 柏木志保
- 柏ぽち
- 柏屋コッコ
- 柏原麻実
- 梶原あや
- 加地君也
- 樫みちよ
- kashmir
- 樫本学ヴ
- 梶山ミカ
- 柏木ハルコ
- 一井かずみ
- 春日あかね
- 春日旬
- 春日沙生
- 春日光広
- 春日るりか
- 春日井明
- かずといずみ
- 計奈恵
- かずはじめ
- 一峰大二
- カズミヤアキラ
- 粕谷紀子
- 加瀬あつし
- かせきさいだぁ≡
- 風忍
- かたおか徹治
- 片岡みちる
- かたぎりあつこ
- 片桐澪
- 片桐みすず（抄）
- 片倉政憲（別名義多数）
- カタクラユキ
- 方倉陽二
- かたせ湘（抄）
- 片山愁
- 片山誠
- 片山まさゆき
- 片山ユキヲ
- ガチョン太朗
- 克・亜樹
- 神塚ときお
- 勝川克志
- 勝木一嘉
- 勝木光
- 勝田文
- カッパラッパラ
- かっぴー
- カツピロ
- カヅホ
- 勝又進
- 克本かさね
- 桂明日香
- 桂正和
- 桂遊生丸
- 門井亜矢
- 加藤和恵
- カトウコトノ
- 加藤四季
- 加藤伸吉（抄）
- 加藤拓弐
- 加藤友緒
- 加藤知子
- かとうひろし
- 加藤元浩
- 加藤山羊
- 加藤芳郎
- 加藤礼次朗
- 門尾勇治
- 稜之大介
- 門倉卍貴浩
- かどたひろし
- カトリーヌあやこ
- 神奈幸子
- 金井たつお
- 神奈川のりこ（抄）
- かなき詩織
- かなしろにゃんこ
- かにゃぴぃ
- カネコアツシ
- かねこしんや
- 金子節子
- 金子デメリン
- かねさだ雪緒
- カネシゲタカシ
- 金田陽介
- 金平守人
- 兼本あつこ
- 叶精作
- 叶恭弘
- 狩野蒼穹
- 加納みき
- ガビョ布
- かまたきみこ
- 鎌谷悠希
- 鎌田幹康
- 鎌田洋次
- かまちよしろう
- 神尾葉子
- 上川敦志
- 上木敬
- 上北ふたご
- 上条明峰
- 上條淳士
- 上藤政樹
- 雷門獅篭
- 上村一夫
- 上村純子
- カミムラ晋作
- 神谷順
- かみやたかひろ
- 神矢みのる
- 神谷悠
- 香村陽子
- 亀吉いちこ（旧名：いちこ）
- 鴨居まさね
- ガモウひろし
- 鴨川つばめ
- 鴨沢祐仁
- かやまゆみ
- 華夜
- 唐沢なをき
- カラスヤサトシ
- カラスマタスク
- からめる
- 雁須磨子
- 華倫変
- 軽部潤子
- カレー沢薫
- カロリン・エックハルト
- 河あきら
- 河合一慶（手無功、大貫一星）
- 河合克敏
- 河合じゅんじ
- 河合孝典
- 川井マコト
- 河井リツ子
- 河合朗
- 河内美雪
- 川江康太
- 河方かおる
- 川勝徳重
- 川上あずさ（抄）
- かわぐちかいじ
- 川口敬
- 川口まどか
- かわくぼ香織
- 川崎苑子
- 川崎タカオ
- 川崎直孝
- 川崎のぼる
- 川崎三枝子
- 川崎ゆきお
- 川三番地
- 川下寛次
- 河下水希（桃栗みかん）
- 川嶋亜理
- 河島正
- 川島博幸
- 川島よしお
- 川尻こだま
- 川瀬夏菜
- 河惣益巳
- 川添真理子
- 川田
- 河内和泉
- 河内遙
- 河内実加
- かわちゆかり
- 川津健二朗（らーかいらむ）
- カワディMAX
- 河野慶
- 川野匠（池田匠）
- 川端志季
- 川原泉
- 河原和音
- かわはらなつみ
- 川原正敏
- 川原由美子
- 河部真道
- かわみなみ
- 河村恵利
- 河村じゅん
- 川村美香
- 川本コオ
- 川本貴裕
- かわもりみさき
- かわらじま晃
- かわりだね秋都
- 神崎かるな
- 神崎将臣
- 神崎裕也
- 神田晶
- 神田たけ志
- 神田森莉
- 缶乃
- 菅野修
- 菅野博之
- かんばまゆこ
- かんべあきら
- 神戸さくみ
- 菅野文
- 神原則夫
- GUNP

### き
- 記伊孝
- きうちかずひろ
- 木内千鶴子
- 木内ラムネ
- 木尾士目
- きお誠児
- 樹生ナト
- 木々
- 木々津克久
- 菊川近子
- 菊嶋高志朗
- 菊田洋之
- 菊田みちよ
- 菊地かまろ
- 菊池久美子
- きくち正太
- 菊池としを
- 菊池直恵
- キクチヒロノリ
- きくちゆうき
- 喜国雅彦
- きくらげ
- 樹崎聖
- 木崎ひろすけ
- 如月群真
- 如月ひいろ
- 如月弘鷹
- 岸香里
- 岸大武郎
- 岸虎次郎
- 貴志元則
- 岸裕子
- 貴島煉瓦
- 岸本聖史
- 岸本斉史
- 木城ゆきと
- きたうみつな
- きたがわ翔
- 北川みゆき
- 北崎拓
- 北里鮎
- 北沢薫
- 北沢バンビ
- 北嶋一喜
- 北島洋子
- きただりょうま（ryoma、天道龍馬）
- 北爪宏幸
- 喜多尚江
- 北野英明
- 北原文野
- 北見けんいち
- きたみりゅうじ
- 北村亜紀
- 北村有香
- 木多康昭
- 北道正幸
- 吉祥寺笑
- 吉川かば夫
- きづきあきら
- 啄木鳥しんき
- キヅナツキ
- 鬼頭莫宏
- 鬼頭えん
- 綺堂無一
- キド・タモツ
- 稀捺かのと
- 衣谷遊
- 絹田村子
- 木根ヲサム
- 杵渕やすお
- 木下いたる
- 木下さくら
- 木下聡志
- 木下晋也
- 木下としお
- 木下ほのか
- 木下由一
- 木ノ花さくや
- 鬼ノ仁（魅魑）
- 大乃元初奈
- 木葉功一（抄）
- 木原敏江
- きみづか葵
- 木村えいじ（抄）
- 木村和昭
- 木村紺
- 木村太彦
- 木村千歌
- 木村知夫
- 木村直巳
- きむらみつお（抄）
- 樹村みのり
- 木村勇治
- 木村有里
- 樹本祐季
- 宮―学
- 九条キヨ
- 牛乳のみお
- Cuvie
- キューライス
- きゆづきさとこ
- 今日マチ子
- 京町妃紗
- 木吉紗
- 清瀬のどか
- 清原なつの
- 清原紘
- きら
- きらたかし
- 雲母坂盾
- きりえれいこ
- 桐丘さな
- 霧賀ユキ
- 桐木憲一
- きりきり舞
- 桐嶋たける
- 霧島珠樹（抄）
- 桐島りら
- 桐野澪
- 桐原いづみ
- 桐原小鳥
- 桐山光侍
- 金閣寺ぷるる
- 王欣太（GONTA）
- 金田一蓮十郎
- 筋肉☆太郎

### く
- クール教信者
- 九井諒子
- 久織ちまき
- 久遠まこと
- くおんみどり
- 九月乃梨子
- 九月姫
- 久我山リカコ
- 久木田律子
- 日下あき
- 日下皓
- 日下部拓海（抄）
- 草河遊也
- くさか里樹
- 草川為
- 草彅琢仁
- くさなぎ俊祈
- 草凪みずほ
- 草薙竜樹
- くさのあきひろ
- 草野紅壱
- 草場道輝
- 草原タカオ
- 草間さかえ
- KUJIRA
- くじらいいく子
- クジラックス
- くずしろ（葛城一）
- 楠桂
- 楠勝平
- 楠高治
- 楠田夏子
- 楠みちはる
- 楠本哲
- 楠本まき
- 久世岳
- 久世番子
- 久世みずき
- 久世蘭
- くつぎけんいち（抄）
- 沓沢龍一郎
- 9℃
- 工藤恒美
- 国樹由香
- 国友やすゆき
- 国広あづさ
- 久野遥子
- 九部玖凛
- 窪田まり子
- 玖保キリコ
- 久保帯人
- くぼたまこと
- 窪田まり子
- 窪之内英策
- 久保ミツロウ
- 久保保久
- くぼやすひと
- 熊岡冬夕
- くまがい杏子
- 熊谷さとし
- くまき絵里
- 熊倉隆敏
- くまくら珠美
- 熊倉裕一
- 熊田プウ助
- クミタ・リュウ
- 久米田康治
- 雲田はるこ
- 倉上淳士
- 倉金章介
- 倉島圭（抄）
- 倉薗紀彦
- 倉多江美
- 倉田真由美
- 倉田三ノ路
- 倉田よしみ
- くらの
- 倉橋えりか
- くらはしかん
- 倉持知子
- くらもちふさこ
- くら☆りっさ（栗東てしお）
- CLAMP
- 栗井茶
- 九里一平
- くりきあきこ
- 栗城祥子
- くりひろし
- クリスタルな洋介
- くりた陸
- 栗橋伸祐
- 栗原一実
- 栗原まもる
- 栗美あい
- 栗本和博
- 栗山ミヅキ
- 久里洋二
- くるねこ大和
- 車谷晴子
- 車田正美
- 胡桃ちの
- 来留間慎一（秋恭摩）
- グレゴリ青山
- 呉由姫
- 紅林直
- クロイワ・カズ
- 黒岩よしひろ
- 黒鉄ヒロシ
- 黒神遊夜
- 黒川こまち
- 黒崎冬子
- 黒咲練導
- 黒瀬浩介
- 黒田硫黄
- 黒田かすみ
- 黒娜さかき
- 黒田高祥
- 黒田bb
- 黒乃奈々絵
- 黒葉潤一
- クロマツテツロウ
- 黒丸
- 黒柾志西（ベンジャミン）
- 桑沢あきお
- 桑沢篤夫（抄）
- 桑田二郎（旧：桑田次郎）
- 桑田乃梨子
- 桑原真也
- 桑原草太
- 桑原太矩

### け
- KEI
- 経験値
- 卦石柾
- K・元美津
- 獸木野生
- けらえいこ
- 現代洋子
- ケン月影

### こ
- Koi
- 恋緒みなと
- 小池恵子
- 小池桂一
- 小池田マヤ
- こいしさとし（小石さとし、小石諭）
- 小石川ふに
- 古泉智浩
- こいずみまり
- 小泉蓮
- 神江里見
- 高河ゆん
- 光崎圭
- 高信太郎
- 小うどん/小独活
- 郷力也
- 向後次雄（向後つぐお）
- CAW=ZOO
- 幸田朋弘
- 郷田マモラ
- 業田良家
- 河野やすこ（抄）
- コージィ城倉
- 香坂透
- 神坂智子
- 光崎圭
- こうち楓
- 鴻池剛
- コウノコウジ
- こうの史代
- 耕野裕子
- 小梅けいと
- 甲本一
- 高野聖ーナ
- 甲良幹二郎
- ゴージャス宝田
- コーヒー
- コーヘー
- 古賀新一
- 古賀亮一
- 子ガエル
- こがわみさき
- こきち
- 近木野中哉
- こぐま杏
- 極楽院櫻子
- こげどんぼ*
- ここまひ
- 心あゆみ
- 五彩きょうこ
- 虎哉孝征
- 小坂俊史
- 小坂まりこ
- 小坂理絵
- コザキユースケ
- 古事記王子
- こしたてつひろ
- こしのりょう
- こしばてつや（tetsu）
- 小島あきら
- 小島功
- 小島剛夕
- 小嶋武史
- 小島利明
- 児嶋都
- 古城武司
- 五條さやか
- コジロー
- 小菅勇太郎
- 小純月子
- こせきこうじ
- こだか和麻
- 小鷹ナヲ
- 小谷あたる（ざちお）
- 小谷憲一
- 小谷真倫
- コダマナオコ
- こだま学
- 児玉樹
- 小玉有起
- 小玉ユキ
- 東風孝広
- 小槻さとし
- ゴツボ☆マサル
- ゴツボ×リュウジ
- 小手川ゆあ
- 後藤晶
- 悟東あすか
- ごとう和
- 後藤寿庵
- 後藤隼平
- 後藤スズナ
- 後藤星
- 後藤羽矢子
- 梧桐柾木
- 後藤みさき
- 吾峠呼世晴
- ごとうにも
- ゴトウユキコ
- 後藤ユタカ
- 琴川彩
- 琴慈
- 琴音らんまる（抄）
- 琴の若子
- ことぶきつかさ（寿司）
- ことぶきまいむ
- コトヤマ
- 琴義弓介
- 虎向ひゅうら
- 小夏
- こなみかなた
- 小成たか紀
- コナリミサト
- 湖西晶
- 小西明日翔
- 小西紀行
- 小西幹久
- 木ノ花さくや
- 許斐剛
- 此元和津也
- こはく那音
- 小箱とたん
- 小林安曇
- 小林賢太郎
- 小林尽
- 小林じんこ
- 小林たつよし
- 小林銅蟲
- 小林治雄
- 小林博美
- こばやしひよこ
- 小林ぽんず（抄）
- 小林まこと
- 小林誠
- 小林真文
- 小林源文
- 香林ゆうき
- 小林有吾
- 小林ゆき
- 小林ユミヲ
- 小林よしのり
- 小林立
- 小原ショウ
- 小原宗夫（西脇まゆ）
- こはら裕子
- 小日向
- 古日向いろは
- ゴブリン（ゴブリン森口）
- 小松田わん
- 古味慎也
- 古味直志
- 小道迷子
- 小峯つばさ（旧：五割引中）
- 五味まちと
- 小宮裕太
- 込由野しほ
- 小村あゆみ
- 小室孝太郎
- 小室しげ子
- 米山シヲ（水城葵）
- 小山愛子
- 小山健
- 小山宙哉
- 小山春夫
- こやま基夫
- 小山ゆう
- 小山ゆうじろう
- こやまゆかり
- 小山るんち
- こよかよしの
- 今敏
- 権平ひつじ
- コンタロウ
- 近藤聡乃
- 近藤和久
- 近藤日出造
- 近藤ムサシ
- 近藤ようこ
- 近藤るるる
- 紺野キタ
- 紺野けい子
- コンノトヒロ
- 今野直樹
- 紺野比奈子（旧：ひな。）
- 紺野りさ
- 昆布わかめ

## さ行

### さ
- 雑賀陽平
- 斉木久美子
- 佐伯淳一
- さいきまこ
- サイクロン
- 紗池晃久（池田晃久）
- 西条真二
- 斎創
- 西東栄一
- 斎藤カズサ
- 齋藤勁吾
- 斎藤けん
- さいとう・たかを
- さいとうちほ
- 齋藤なずな
- 斉藤富士夫
- さいとうはるお
- 斎藤岬
- 斉藤ゆう
- 斉藤倫
- さいとー栄
- 西岸良平
- 西原理恵子
- 柴門ふみ
- 才谷ウメタロウ
- 佐伯茜
- 佐伯イチ
- 佐伯かよの
- 佐伯俊（tosh）
- さえぐさじゅん
- 三枝義浩
- 冴凪亮
- さおとめあげは
- 逆井五郎
- 堺紀世（抄）
- 酒井七馬
- 境田昭造
- 酒井まゆ
- 酒井美羽
- 坂丘のぼる
- 酒川郁子
- さかきなおもと
- 榊原薫奈緒子
- 榊間おつぶ（榊こつぶ）
- 坂口いく
- 坂口尚
- 坂田靖子
- 酒月ほまれ
- 魚
- 坂野杏梨
- サガノヘルマー
- 逆柱いみり
- 坂辺周一
- 相模ひな
- さがみゆき
- 坂本あきら
- 阪本牙城
- 坂本憲司郎
- 坂本昭悟
- 坂本眞一
- 坂本三郎
- 坂本拓
- 坂本タクマ
- さかもとたけし
- 坂本太郎
- 坂本ハヤト
- サカモトミク
- さかもと未明
- 坂本裕次郎
- さかもとみゆき（抄）
- 佐柄きょうこ
- サカワキヒロ太
- 佐川美代太郎
- 咲坂伊緒
- 咲坂芽亜
- 茶木ひろみ
- 茶匡
- 作画グループ
- 佐久間智代
- さくま良子
- 朔ユキ蔵
- さくらあすか
- 桜井亜都
- 桜井海
- 桜井画門
- 桜井汐里
- 桜井昌一
- 桜井雪
- 桜井のりお
- 桜井まちこ
- 朔来廉子
- 佐倉おりこ
- 桜賀めい
- 櫻日和鮎実
- 桜木さゆみ
- 桜木雪弥
- 桜小路かのこ
- 桜沢エリカ
- 桜沢鈴（抄）
- 佐倉準
- 砂倉そーいち
- 櫻太助
- 桜田雛
- 桜玉吉
- 桜乃みか
- 桜野みねね
- 桜場コハル
- 桜庭丈一朗
- 天櫻みとの
- 桜倉メグ
- さくらももこ
- 咲良りょう
- 鮭
- 佐香厚子
- 栄羽弥
- 迫稔雄
- 左近士諒
- 左近堂絵里
- ささいみりか
- 佐江明
- 笹川ひろし
- 佐佐木勝彦
- 茶崎白湯
- 佐々木あかね（かぽんこたろう）
- 佐々木淳子
- 佐々木少年
- 佐々木拓丸
- 笹木竹丸
- 佐々木亮
- 佐々木倫子
- 佐々木マキ
- 佐々木マサヒト
- 佐々木みすず
- 佐々木柚奈
- 笹倉綾人
- ささだあすか
- 笹野ちはる
- 細雪純
- ささやななえこ
- 流石景
- THE SEIJI
- さそうあきら
- 笹生那実
- 定広美香
- サダタロー
- 佐多みさき
- 貞本義行
- さだやす
- さだやす圭
- ざちお
- Saxyun
- 茶月みきこ
- 雑君保プ
- さと
- 佐藤明機
- 佐藤元
- 佐藤健太郎
- 佐藤健悦
- 佐藤ざくり
- さとーさとる
- サトウサンペイ
- 佐藤史生
- 佐藤ショウジ
- 佐藤智一
- 佐藤秀峰
- 佐藤正
- 佐藤晴美
- 佐藤宏之
- 佐藤二葉
- さとうふみや
- 佐藤マコト
- 佐藤まさあき
- 佐藤まさき
- 左藤真通
- 佐藤まひろ
- 佐藤まり子
- 佐藤道明
- 佐藤友生
- さとうユーキ
- 佐藤夕子
- 佐藤両々
- 佐渡川準
- 里庄真芳
- 里見桂
- さとみつ男児(里見満)
- 里中満智子
- 里中実華
- 里好
- SANA
- 真田一輝
- 実田ナオ
- 真田ぽーりん
- 真田鈴
- 佐野菜見
- さのまこと（抄）
- 佐野真砂輝&わたなべ京
- 佐野未央子
- 真崎春望
- 佐原ミズ
- さばのにわとり（小林徹郎）
- ザビエル山田
- 左菱虚秋
- サブロウタ
- SABE
- さべあのま
- 寒川一之
- 沙村広明
- サメマチオ
- 沙雪
- ざら
- サライネス
- さらちよみ
- 紗羅まひろ
- 澤井健
- 澤井啓夫
- 沢田翔
- 沢田とろ
- 沢田一
- 沢田ひろふみ
- 沢田ユキオ
- 猿渡哲也
- サンカクヘッド
- 三月薫
- 山茶国生
- 三町半左
- 山東ユカ
- 三部敬（三部けい、瓦敬介）
- 山文京伝
- さんりようこ

### し
- C-SHOW
- 椎名あゆみ
- 椎名歩未
- 椎名うみ
- 椎名軽穂
- 椎名橙
- 椎名高志
- 椎名チカ
- 四位晴果
- 椎橋寛
- G＝ヒコロウ
- 紫海早希
- JET
- 潮里潤
- 塩塚誠
- 塩野干支郎次
- 潮見知佳
- 塩森恵子
- しおやてるこ（抄）
- 汐里
- 志賀公江
- しかくの（抄）
- 鹿子（箱石達）
- 紫賀サヲリ
- しがの夷織
- 施川ユウキ
- 色白好
- 士貴智志
- しぐにゃん
- しぐれうい
- 重富奎子
- しげの秀一
- 重野なおき
- しげまつ貴子
- 地獄のミサワ
- 下神木るこ
- シタラマサコ
- しでん晶
- しとうきねお
- 紫堂恭子
- 市東亮子
- 志名坂高次
- 信濃川日出雄
- 品佳直
- しのぎけい
- しのだひでお（篠田ひでお）
- 篠塚ひろむ
- 東雲太郎
- 東雲水生
- 東雲龍
- 篠原烏童
- 篠原健太
- 篠原千絵
- しのはら勉
- 篠原とおる
- 篠原知宏
- 忍
- 篠房六郎
- 志野靖史
- しのらさとし
- 篠有紀子
- 柴田亜美
- 柴田昌弘
- 芝田優作
- 柴田ヨクサル
- 柴嶺タカシ
- シバユウスケ
- シヒラ竜也
- しまおまほ
- 志摩ようこ
- 嶋木あこ
- 島草あろう
- 島崎譲
- 島貴子（抄）
- 島田栄次郎
- 嶋田かおり
- 島田啓三
- 島田虎之介
- 島田ひろかず
- 島津郷子
- 島津蓮
- 志摩時緒
- 島袋全優
- 島袋光年
- 島本和彦
- 清水茜
- 志水アキ
- 清水栄一
- 志水圭
- 清水崑
- 清水対岳坊
- 清水としみつ
- 清水ともみ
- 清水真澄
- 清水まみ
- 清水めぐみ
- 清水ゆーり
- 志水ゆき
- 清水洋三
- 清水玲子
- 志村志保子
- 志村貴子
- しめ子
- 霜風るみ
- 下川凹天
- 下口智裕
- 下條よしあき（下条よしあき、下條義昭）
- しもさか保
- 下瀬川ひなる
- 霜月かよ子
- 下村トモヒロ
- 鮭夫
- 釋英勝
- ジャスミン・ギュ
- シャチカマボコ
- 謝花凡太郎
- シュガー佐藤
- JUDAL
- 憧明良
- 硝音あや
- 東海林さだお
- 荘司としお
- 庄司創
- 小路啓之
- 庄司陽子
- ジョージ秋山
- ジョージ朝倉
- 宵野コタロー
- 白井恵理子
- しらいしあい（白石あい）
- 白石ユキ
- 白井三二朗
- 児雷也
- 白倉由美
- 白沢まりも
- 白玉もち
- 白土三平
- 白鳥希美
- 白凪マサ
- 白浜鴎
- 白雪しおん
- しりあがり寿
- 知るかバカうどん
- 城綾音（みっしぇる）
- しろー（抄）（奇械田零士朗、稜町しろーの別名義もあり）
- 士郎正宗
- しろー大野
- 師走冬子
- 師走の翁
- 新貝田鉄也郎（とろろいも1号）
- 神海英雄
- しんがぎん
- 新久千映
- 新里堅進
- 新沢基栄
- 辛酸なめ子
- 新條まゆ
- 新条るる
- 神仙寺瑛
- 真造圭伍
- 新宅よしみつ
- 新谷かおる
- 新堂エル
- 眞藤雅興
- 陣名まい
- 神葉理世
- 伸たまき（獸木野生）
- 新田真子
- しんむらけーいちろー

### す
- SUEZEN
- 水兵きき
- スエカネクミコ
- 末次由紀
- 末永史
- すえのぶけいこ
- 末広雅里
- すえみつぢっか
- すか
- 須河篤志
- 菅田うり
- 須賀達郎
- すがやみつる
- 菅原キク
- すがわらくにゆき
- 須賀原洋行
- 菅原雅雪
- 杉江翼
- すぎ恵美子
- 杉浦茂
- 杉浦志保
- 杉浦次郎
- 杉浦日向子
- 杉浦幸雄
- 杉崎ゆきる
- 杉作
- 杉作J太郎
- 杉しっぽ
- 杉田圭
- 杉田尚
- 杉谷和彦（ひこちゃん）
- 杉戸アキラ
- 杉戸光史
- すぎむらしんいち
- 杉村麦太
- 杉本亜未
- 杉基イクラ
- 杉本美加（抄）
- すぎやま現象
- 杉山小弥花
- 杉山志保子
- 助野嘉昭
- 鈴賀レニ
- 涼川りん
- 鈴木あつむ
- 鈴木翁二
- 鈴木がんま（鈴木雅洋）
- 鈴木健也
- 鈴木志保
- 鈴木ジュリエッタ
- 鈴木次郎
- 鈴木伸一
- 鈴木岳生
- 鈴木信也
- 鈴木央
- 鈴木ともこ
- 鈴木典孝
- 鈴木ぺんた
- 鈴木マサカズ
- 鈴木マナツ
- 鈴木みそ
- 鈴木光明
- すずき大和
- スズキユカ
- 鈴木有布子
- 鈴木祐斗
- 鈴木由美子
- 鈴木祐美子
- 鈴木義司
- 鈴木理華
- 鈴城芹
- 鈴玉レンリ
- 鈴宮和由
- すずや那智
- 巣田祐里子
- 須藤謙
- 須藤真澄
- すどおかおる
- 砂
- 砂川しげひさ
- すねやかずみ
- 隅田かずあさ
- 皇名月（皇なつき）
- 皇ハマオ
- すみれいこ
- すもと亜夢
- 須本壮一（本そういち）
- すもももも
- 巣山真也
- 諏訪栄
- 諏訪緑
- すんぢ

### せ
- 清家雪子（旧名：銀峰瑞穂）
- 晴十ナツメグ
- 青月まどか
- 清野静流
- 制野秀一
- 清野とおる
- せいの奈々
- せいほうけい
- 聖りいざ
- せお・たろう
- せかねこ
- 瀬尾公治
- 瀬上あきら
- 瀬川はじめ
- せがわ真子
- 瀬菜モナコ（御影甲六）
- 関よしみ
- 関口シュン
- 関谷ひさし
- 関根亮子
- せきはん
- せきやてつじ
- 是空とおる
- 瀬口たかひろ（まついもとき）
- 瀬々倉匠美子（抄）
- せたのりやす
- 瀬田ハルヒ
- 瀬田ヒナコ
- セツコ・山田（抄）
- 刹奈
- 瀬戸ミクモ
- 芹沢直樹
- ぜんきよし
- 仙道ますみ
- 千之ナイフ
- センバ太郎
- 千里唱子（抄）

### そ
- ソウ
- 蒼一郎
- 掃除朋具
- 左右田もも
- 宗真仁子
- そうま竜也
- 惣領冬実
- 曽我篤士（抄）
- 曽田正人
- そにしけんじ
- 曽根富美子
- 曽祢まさこ
- 苑田和見
- 園田健一
- 園田小波
- そのだつくし
- 園田光慶（ありかわ栄一）
- 園山俊二
- 曽野由大
- 染谷ユウ
- 曽山一寿
- そよき
- 空えぐみ
- 空知英秋
- 空根ちゃらか
- 空廼カイリ
- 空乃さかな
- そらみみくろすけ
- 空詠大智
- そりむらようじ（旧 反村幼児）
- ZOL

## た行

### た
- たーし
- たぁぽん
- タアモ
- 大亜門
- タイガー立石
- タイザン5
- 大斗改（抄）
- ダイナマイト鉄
- ダイナミック太郎
- 太陽まりい
- 平ひさし（抄）
- 平つくね
- 高井研一郎
- 高岩ヨシヒロ
- 高岡凡太郎
- 高雄右京
- 高尾滋
- 高尾じんぐ
- 高上優里子
- 高木しげよし
- たかぎ七彦
- 髙木信孝
- 高木ユーナ
- 高城リョウ
- 高城玲
- 高口里純
- 高倉あつこ
- 鷹沢圭（抄）
- 鷹氏隆之
- たかしたたかし
- 高階良子
- 高嶋ひろみ
- 鷹城冴貴
- 高須賀由枝
- 高瀬志帆
- 高瀬直子
- 嵩瀬ひろし
- 高瀬由香
- 高瀬綾
- 高田エミ
- 高田康太郎
- 高田理美（旧名高田さとみ）
- 高田慎一郎
- 高田靖彦
- 高田裕三
- 高田りえ
- 高田亮介
- たかちひろなり
- 高津カリノ
- 高遠るい
- 高寺彰彦
- 高永ひなこ
- たかなししずえ
- 高梨みつば
- 高梨みどり（抄）
- 高野苺
- 高野文子
- たかの宗美
- 高野真之
- 高野宮子
- 高野よしてる
- 高橋和男
- 高橋和希
- 高橋幸慈
- 高橋一郎
- 高橋慶太郎
- 高橋冴未
- 高橋しん
- 高橋伸樹
- 高橋聖一
- 高橋千鶴
- 髙橋ツトム
- 高橋てつや
- 高橋のぼる
- 高橋春男
- 高橋広
- 髙橋ヒロシ
- 高橋郁丸
- タカハシマコ（抄）
- 高橋真琴
- 髙橋美由紀
- 高橋ゆう
- 高橋由佳利
- 高橋ゆたか
- 高橋陽子（抄）
- 高橋陽一
- 高橋葉介
- 高橋よしひろ
- たかはし慶行
- 高橋亮子
- 高橋留美子
- 高橋わたる（高橋亘）
- 高畠エナガ
- 高浜寛
- 高松美咲
- たかまつやよい
- 鷹岬諒
- たかみね駆
- 高見まこ
- 高港基資
- 高宮智
- たがみよしひさ
- 田亀源五郎
- たかもちげん
- 高本ヨネコ
- たかや健二
- 高屋奈月
- 高山としのり（高山ヤマ）
- 高山瑞穂
- 高山よしのり
- 高屋良樹（ちみもりを）
- 高室弓生
- 宝依図（鳩こんろ）
- 宝井理人
- 田河水泡
- たがわ靖之
- 滝口琳々
- 滝沢聖峰
- 多岐しずく
- 滝田ゆう
- 瀧波ユカリ
- 田口ケンジ
- 田口翔太郎
- 田口一
- 田口雅之
- たくま朋正
- TAGRO
- たくわん
- 武井宏之
- 竹内文香
- 武内いぶき
- 武内こずえ
- 竹内桜
- 竹内じゅんや
- 武内つなよし
- 竹内友
- 武内直子
- 武内昌美
- 竹内未来
- 竹内元紀
- 竹坂かほり
- 竹下けんじろう
- 竹嶋えく
- 竹田エリ
- 武田京子
- 武田すん
- 武田日向
- 武田弘光
- 武田みか
- たけだみりこ
- 武富健治
- 武凪知
- 武梨えり
- たけのこ星人
- 竹林月
- 武林武士
- 竹宮惠子
- 竹村洋平
- 竹村よしひこ
- 竹本泉
- 竹本小太郎
- 武本糸会
- 竹山祐右
- たけやまたけを
- 田島昭宇
- 田島みみ
- 田島みるく
- 田島列島
- 多田かおる
- 忠津陽子
- 多田由美
- タチ
- たちいりハルコ
- 太刀掛秀子
- 立川恵
- 立沢克美
- 立沢直也
- 橘オレコ
- 橘皆無
- 橘賢一
- たちばな真未
- 橘裕
- 立原あゆみ
- 竜樹諒
- 樹るう
- 龍園ラムル
- たつねこ
- 竜巻竜次
- たつみ勝丸（別名義多数）
- 辰巳ヨシヒロ
- 竜山さゆり
- 龍幸伸
- 立野真琴
- 立石佳太
- たなか亜希夫
- 田中一行
- タナカカツキ
- たなかかなこ
- 田中空
- 田中久仁彦
- 田中圭一
- 田中しょう
- 田中ストライク
- 田中つかさ
- 田中てこ
- たなかてつお
- 棚下照生
- たなかのか
- 田中ひかる
- 田中久志（ひすゎし）
- 田中宏
- 田中ほさな
- 田中誠
- 田中政志
- 田中雅人
- 田中正仁
- 田中道明
- 田中美菜子
- 田中むねよし
- 田中メカ
- 田中モトユキ
- 田中靖規
- 田中雄一
- 田中勇輝
- 田中ユキ
- 田中ユタカ
- 棚橋なもしろ
- 田辺イエロウ
- 田邊剛
- 田辺節雄
- 田辺真由美
- 谷岡ヤスジ
- 谷上俊夫
- 谷川一彦
- 谷川ニコ
- 谷川史子
- 谷口敬
- 谷口ジロー
- たにはらなつき
- 谷弘兒
- 谷藤満
- 谷間夢路（出井州忍、鬼童譲二）
- 谷村ひとし
- 谷村まりか
- 谷ゆき子
- 谷脇素文
- 種村有菜
- 莨谷弥生（抄）
- 田畠裕基
- たばよう
- 手原和憲
- 田渕由美子
- たべ・こーじ
- 玉井たけし
- 玉井雪雄
- 玉岡かがり
- 玉置一平
- 玉木ヴァネッサ千尋
- 玉置勉強
- 環望
- 玉越博幸
- たまちゆき
- 田丸浩史
- 田村信
- 田村吉康
- 田村光久
- 田村由美
- ためこう
- たもりただぢ
- 田森庸介
- タモリはタル
- たらさわみち
- だろめおん
- 丹下スズキ
- 丹沢恵
- 丹羽庭

### ち
- 千明太郎
- TEAM猫十字社
- 千岡ななえ
- 近石まさし（近石雅史）
- 地下沢中也
- 千明初美
- 竹姫 (漫画家)(橘エイカ)
- ちくわ。
- 千田衛人
- 千田純生
- ぢたま(某)
- 千歳ぴよこ
- ちばあきお
- 千葉きよかず
- 千葉コズエ
- ちばこなみ（抄）
- 千葉サドル
- ちば拓
- ちばてつや
- ちまきing
- チャーリーにしなか
- 茶否
- ちゃたろー
- 稚野鳥子
- 茶畑るり
- 茶坊
- 茶屋町勝呂
- 中華なると
- 中尊寺ゆつこ
- 中年
- ぢゅん子
- 長新太
- CHOCO
- ちょぼらうにょぽみ
- チョモラン
- ちると

### つ
- 塚原洋一
- 月子
- 月島冬二
- 槻城ゆう子
- 月鈴茶子
- 月野定規
- 次原隆二
- 槻宮杏
- 月山可也
- つきりのゆみ（月梨野ゆみ）
- つくしあきひと（土筆あきひと）
- 佃公彦
- 筑波さくら
- つくみず
- 津雲むつみ
- 柘植文
- つげ忠男
- tugeneko
- つげ義春
- つじ要
- 辻田りり子
- 辻灯子
- ツジトモ
- 辻なおき
- 津島直人
- 辻永ひつじ
- 辻秀輝
- 辻よしみ
- 津田雅美
- つだみきよ
- 土田健太
- 土田世紀
- 土田よしこ
- 土山しげる
- 土山よしき（土山芳樹）
- 筒井旭
- 筒井大志
- 筒井哲也
- 筒井百々子
- 都築和彦
- つづき春
- 都築真紀
- 津々巳あや（旧名：津々巳彩）
- 堤抄子
- 綱島志朗
- ツナミノユウ
- 常喜寝太郎
- つのだじろう
- つの丸
- 津野裕子
- 椿あす
- 椿いづみ
- つばな
- 津原義明
- 円英智（抄）
- 紡木たく
- つむらゆき
- 津山ちなみ
- つりたくにこ
- 釣巻和
- 都留泰作
- 鶴田謙二
- 鶴谷香央理
- 鶴田洋久
- つるまいかだ
- 艶々（廣瀬良多）

### て
- D[diː]
- D・キッサン
- D.K
- てぃーろんたろん
- てぃんくる
- 出口竜正
- テクノサマタ
- でこくーる
- 手代木史織
- てしろぎたかし
- 手塚治虫
- ででん♪
- 出水ぽすか
- 寺井赤音
- 寺沢大介
- 寺沢武一
- 寺嶋裕二
- 寺島令子
- 寺田克也
- 寺館和子
- 寺田亨
- 寺田ヒロオ
- テリー山本
- 照丘真弓
- 天空宇宙流
- 電光石火轟
- 電柱棒
- 天童まくら（抄）
- 天王寺きつね
- 電脳桜蛙団
- てんま乱丸

### と
- 土居坂崎
- 峠比呂
- 東城麻美
- 東城和実
- 東條仁
- 東條チカ
- 堂上まさ志
- 堂高しげる
- トウテムポール
- 藤堂裕
- 冬野さほ
- 藤馬かおり
- 藤間麗
- 道満晴明
- 銅☆萬福
- 冬目景
- 堂本奈央
- 桃森ミヨシ
- 東山むつき
- 東陽片岡
- 十日草輔
- どおくまん
- 遠田おと
- 遠野ノオト
- 遠山えま
- 遠山光
- 冨樫 (漫画家)
- 富樫じゅん
- とがしやすたか
- 冨樫義博
- 戸川視友
- ときずみえみし（時積恵美之）
- ときた洸一
- 刻夜セイゴ
- 時山はじめ
- ときわ藍
- 徳田ザウルス
- Dr.モロー
- 徳南晴一郎
- 得能正太郎
- 徳弘正也
- 徳光康之
- 時計野はり
- 杜康潤
- 所十三
- ところはつえ
- 所ゆきよし
- 都桜和
- どざむら
- とだ勝之
- 戸田誠二
- 戸田泰成
- 戸田尚伸
- 戸舘新吾
- 土塚理弘
- 戸塚慶文
- 鳥図明児
- ととねみぎ
- 杜菜りの
- トニーたけざき
- 刀根夕子
- TONO
- 外海良基
- TOBI
- 飛田ニキイチ
- トビナトウヤ
- 戸部けいこ
- 枢やな
- トマトスープ
- 苫谷奈央
- トミイ大塚（抄）
- 十三木考
- 富沢順
- とみさわ千夏
- 富沢ひとし
- とみ新蔵
- 富田安紀良
- 富田童子
- 富塚真弓
- 富所和子
- 富永一朗
- 富永商太
- 富永裕美
- 富永ゆかり
- とめきち
- 巴里夫
- ともすえ葵
- ともぞ
- ともち
- ともびきちなつ（抄）
- 智弘カイ
- 友藤結
- tomomi
- 豊田徹也
- とよ田みのる
- 豊田悠
- トラ太郎
- 寅ヤス
- とりいかずよし
- 鳥居春信
- とりうみ祥子
- 鳥海ペドロ
- 鳥飼茜
- とりのささみ。
- とりのなん子
- とり・みき
- 鳥谷コウ
- 鳥山明
- TORU
- 泥っせる
- どろんぱ（射楽、真樹村正）
- とんぼはうす（抄）

## な行

### な
- 内藤マーシー
- 内藤泰弘
- ナイロン
- 奈央晃徳
- 尚月地
- 中井一輝
- 長イキアキヒコ
- 長池とも子
- ながいけん
- 永井豪
- 永井幸二郎（抄）
- ながいのりあき
- なかいま強
- 永井ゆうじ
- 長江朋美
- 長岡良子
- 長尾謙一郎
- 仲尾ひとみ
- 中垣慶
- 中川いさみ
- 中川学
- 中川ホメオパシー
- なかがわらみか
- 永久保貴一
- 長蔵ヒロコ
- なか憲人
- 長沢克泰
- 中崎タツヤ
- なかざき冬
- 長崎ライチ
- 中沢啓治
- ナカG
- 永椎晃平
- 中島こうき（hoihoi）
- 中島沙帆子（抄）
- 永島慎二
- 中島椿
- 中島徹
- 中島徳博
- 中島史雄
- 中島諭宇樹
- 中嶋ゆか
- なかじ有紀
- 中城けんたろう（中城健、中城健太郎）
- 中条比紗也
- 中田雅喜
- 中田ゆみ
- 永田カビ
- 永田竹丸
- 永田トマト
- 永田正実
- 長谷邦夫
- ナカタニD.
- 長月みそか
- 中津賢也
- ながてゆか
- ながとしやすなり
- 長門知大
- 名香智子
- なかにしえいじ（抄）
- 中西達郎
- 中西寛
- 中西やすひろ
- ナガノ
- 永野あかね
- 中ノ尾恵
- 中野純子
- 中乃空
- 中野でいち
- 永野のりこ
- 永野護
- 長浜幸子
- 中原アヤ
- 中原杏
- 中原れい
- 中平正彦
- なかま亜咲
- 永松潔
- 中丸洋介
- 仲間りょう
- 中道裕大
- 流水凜子
- 中村明日美子
- 中村充志
- 中村かなこ
- 中村カンコ
- 仲村計
- 中村慶吾
- なかむらさとみ
- 中村里美
- 中村紗弓
- 中村春菊
- 中村世子
- 中村尚儁
- 中村地里
- 中村ちま
- 中村珍
- 中村哲也
- 中村なん
- なかむら治彦
- 中村光
- 中村雅之
- 中村真理子
- 中村ゆうひ
- 仲村佳樹
- 中村嘉宏（胃之上奇嘉郎）
- 中村力斗
- 中森衣都
- ながやす巧
- 中山敦支
- 中山蛙
- 中山星香
- 中山昌亮
- 中山幸
- 中山ラマダ（抄）
- 永吉たける
- 流星光
- 流星ひかる
- 汀万里
- なきぼくろ
- なぐも。
- 名島啓二
- 那州雪絵
- 灘しげみ
- 奈知未佐子
- 奈月ここ
- 夏西七
- 夏野ひまわり
- 夏葉ヤシ
- 夏水りつ
- 夏蜜柑
- 夏目イサク
- 夏目ひらら
- 夏目房之介
- 夏目義徳
- 夏元雅人
- 名取ちずる
- 魚喃キリコ
- 七尾ナナキ
- 奈々緒舞流（抄）
- ナナシ
- ななじ眺
- 七島佳那
- 七瀬あゆむ
- ななみ静
- 那波マオ
- 七桃りお
- 七六
- 浪花愛
- なにわ小吉
- ナフタレン水嶋
- 並木洋美
- 波切敦
- 波南カンコ（抄）
- namo
- なもり
- ならやたかし
- 成家慎一郎
- 成田アキラ
- 成田美名子
- なるあすく
- 成井紀郎
- 鳴子ハナハル
- なるさわ景
- 鳴島生
- なるしまゆり
- なると真樹
- 鳴見なる
- 成毛厚子
- 南京ぐれ子
- 南京まーちゃん
- ナントカ（抄）
- 南日れん
- 南波あつこ
- 南波健二
- なんば倫子（抄）
- 南部正太郎
- 南北

### に
- にぃと
- 新山たかし
- 二階堂ヒカル
- 二階堂正宏
- 二階堂みつき
- 肉丸
- ニコ・ニコルソン
- にざかな
- 西岡兄妹（西岡智・西岡千晶）
- 西岡たか史
- 西修
- 西風
- 西形まい
- 西香はち
- ニシカワ醇
- 西川伸司
- 西川秀明
- 西川魯介
- 錦ソクラ
- 西公平
- 西崎泰正
- 西崎まりの
- 西島大介
- 西炯子
- にしだかな
- 西田理英
- 西谷祥子
- 西尚美
- にしの公平
- 西野つぐみ
- 西本英雄
- 西村しのぶ
- にしむらともこ
- 西村宗
- 西森博之
- 西山佑太
- 西山優里子
- 西義之
- 新田たつお
- 新田朋子
- 新田にに子（抄）
- 新田祐克
- 蜷川ヤエコ
- nini
- nino
- 二ノ宮知子
- 二宮ひかる
- 二宮博彦
- 弐瓶勉
- 日本橋恵太朗
- 日本橋ヨヲコ
- ニャロメロン
- 猫原ねんず
- 如意自在
- にわのまこと

### ぬ
- 鵺りつき
- ぬじま
- 布浦翼
- 沼駿
- ぬまじりよしみ
- 沼田清
- 沼よしのぶ

### ね
- naked ape
- ねぎしきょうこ
- 猫井ミィ（猫井ヤスユキ）
- ねこぐち
- ねこクラゲ
- 猫玄
- ねこしたPONG
- 猫十字社
- 猫島礼
- ねこたま。
- 猫田ゆかり
- ねこ田米蔵
- ねこぢる
- ねことうふ
- ねこねこ
- 猫猫猫
- 猫部ねこ
- 猫山宮緒
- ねむようこ
- ねもと章子
- 根本尚
- 根本進
- 根本敬

### の
- 能條純一
- 能田達規
- のがみけい
- 野切耀子
- 野口賢
- 野口こゆり（野口友梨子）
- 野口志行
- 野口芽衣
- 乃木坂太郎
- 野崎ふみこ
- 野澤ゆき子
- のせじゅんこ
- 野田彩子
- 野田サトル
- のだしげる
- 野妻まゆみ
- 野中英次
- 野中のばら
- のなかみのる
- 野中友
- 野々村秀樹
- 野部利雄
- 野部優美
- 野間吐史
- 野間美由紀
- 野村あきこ
- 野村亮馬
- のむらしんぼ
- 野村宗弘
- ノ村優介
- 法月理栄
- のりつけ雅春
- 呪みちる
- 呑辺犬助
- NON

## は行

### は
- 海藍
- ばう
- 羽音こうき
- 博内和代
- 葉賀ユイ
- 萩岩睦美
- 萩尾彬
- 萩尾ノブト
- 萩尾望都
- 萩森千聖
- 萩わら子
- 萩原一至
- 萩原玲二
- ハグキ
- 伯林
- ぱげらった
- 函岬誉
- 箱田真紀
- バコハジメ
- 羽崎やすみ
- はざまもり
- 橋口たかし
- 羽柴麻央
- はしもといわお
- 橋本きんいち
- 橋本孤蔵
- はしもとてつじ
- 橋本正枝
- はしもとみつお
- はすみとしこ
- 長谷川潤
- 長谷川智広
- 長谷川町子
- 長谷川法世
- 長谷川裕一
- 長谷部百合
- 畠奈津子
- 畠山耕太郎
- 畑健二郎
- 畑田国男
- 幡地英明
- 畑中純
- はた万次郎
- 波多野秀行
- はちこ
- 八月薫
- 蜂文太
- 波津彬子
- はづき
- 葉月秋子
- 葉月京
- 葉月しのぶ
- 葉月翼
- 葉月抹茶
- 葉月めぐみ
- 八田鮎子
- 服部あゆみ
- はっとりかずお
- はっとりみつる
- 馬頭ちーめい
- 鳩山郁子
- 葉鳥ビスコ
- 花枝坂奈
- 華尾ス太郎
- 花小路小町
- 花小路ゆみ
- 花咲アキラ
- 花沢健吾
- 華々つぼみ
- 英洋子
- 花村えい子
- 花見沢Q太郎
- 花森ぴんく
- 花屋敷ぼたん
- 花輪和一
- パニックアタック
- 羽生生純
- 端野洋子
- PAPA
- 馬場のぼる
- 馬場康誌
- ばふぁこ
- 浜口奈津子
- 浜口乃理子
- 浜慎二
- 浜田貫太郎
- 濱田浩輔
- 浜田翔子
- 浜田ブリトニー
- 波間信子
- 濱元隆輔
- 浜弓場双
- ハミタ
- 葉生田采丸
- 刃森尊
- はやかわ文子
- はやさかあみい
- 早坂照明
- 早坂未紀
- 早坂よしゆき
- 林崎文博
- 林静一
- 林田球
- 林原ひかり
- 林晃
- 林ひさお
- 林ふみの（匠龍啓）
- 林正之
- 林まつり
- 林みかせ
- 林佑樹
- 林家志弦
- はやせ淳
- はやのん
- 速星七生
- 葉山せり
- 速水翼
- 速水螺旋人
- 原明日美
- 原一雄
- 原克玄
- はらさける
- ばらスィー
- 原一司
- 原口清志
- はらたいら
- 原田久仁信
- 原田将太郎
- 原田妙子
- 原田唯衣
- 原田梨花
- 原ちえこ
- 原つもい
- 原哲夫
- 原秀則
- 原泰久
- 原悠衣
- 原律子
- 破李拳竜
- 針すなお
- 針玉ヒロキ
- 春江ひかる
- はるえるぽん
- 春風道人
- 東風実花（MINCE PIE、旧:吾妻ナオミ）
- 春輝
- はるき悦巳
- 春木さき
- パルコ長嶋
- 春瀬サク
- 晴瀬ひろき
- 春園ショウ
- 春田なな
- 遥那もより
- はるな檸檬
- 春野桜子
- 春野友矢
- 榛野なな恵
- ハルノ宵子
- 春場ねぎ
- 春原ロビンソン
- 東本昌平
- ハロルド作石
- バロン吉元
- はんざわかおり
- 万乗大智
- ぱんだにあ
- 坂ノ睦
- ハンバーガー
- panpanya

### ひ
- ビーノ
- 柊あおい
- 柊柾葵
- 柊裕一
- ひいろ莎々
- PEACH-PIT
- 火浦R
- ひうらさとる
- ひおあきら
- 日丘円
- ヒガアロハ
- 緋鍵龍彦
- 東里桐子
- 東谷文仁
- 東村アキコ
- 東元俊哉
- 緋賀ゆかり
- ひかわきょうこ
- ひかわ博一
- 氷川へきる
- ひきの真二（引野真二）
- ひぐちアサ
- 樋口彰彦
- 樋口橘
- 樋口大輔
- 樋口凛太郎
- ピクピクン
- 日暮キノコ
- 氷栗優
- 比古地朔弥
- 緋采俊樹
- ひさうちみちお
- 日坂水柯
- ヒサクニヒコ
- ひさの瑠珈
- 久正人
- 久松文雄
- 久松ゆのみ
- ひじおか誠
- 土方悠
- 聖千秋
- 聖日出夫
- 聖悠紀
- 日高ショーコ
- 日高建男
- 日高トモキチ
- 日高万里
- 飛鷹ゆうき
- ひたか良
- hitachtronics
- 肥田野健太郎
- ひちゃこ
- ひぢりれい（石川マサキ）
- ビッグ錠
- びっけ
- ビトウゴウ（抄）
- 氷堂涼二
- 日生かおる（抄）
- 日向武史
- 日根野もすたり（ひねもすのたり）
- 日野杏寿
- ひのでや参吉
- 日野日出志
- 樋野まつり
- 響直美
- 日丸屋秀和
- ひばきち
- ビブオ
- ヒマワリソウヤ（日輪早夜）
- 比村奇石
- 火村正紀
- 姫神ヒロ
- 姫川明
- 姫川きらら
- 姫木薫理
- 姫野かげまる（姫野かいん）
- ヒャク
- 肥谷圭介
- 氷樹一世
- 日吉丸晃
- ひよひよ
- ピョコタン
- ひょころー
- 平尾アウリ
- 平尾友秀
- 平尾リョウ
- 比良賀みん也
- ひらかわあや
- 平川哲弘
- ひらけい
- 平庫ワカ
- 平田弘史
- 平田真貴子
- ひらのあゆ
- 平野耕太
- 平野仁
- 平野俊弘
- 平松真（抄）
- 平松伸二
- ひらまつつとむ（抄）
- ヒラマツ・ミノル
- 平本アキラ
- 飛龍乱
- 蛭田達也
- 蛭田充
- 博
- 広石匡司
- 広井てつお
- 広江礼威
- 広岡球志（浅井まさのぶ）
- 弘兼憲史
- 緋呂河とも
- ひろせみほ
- 廣瀬俊
- 廣瀬ゆい
- ひろちひろ
- ヒロモト森一
- ヒロモトヒロキ
- ひろゆうこ
- ヒロユキ
- 日渡早紀
- ひんでんブルグ

### ふ
- 舞井武依
- 風我明（抄）
- ふうたまろ
- フォビドゥン澁川
- 深井結己
- 深沢かすみ
- フカザワナオコ
- 深見じゅん
- 深巳琳子
- 深谷陽
- 深谷かほる
- 不吉霊二
- 福井あしび
- 福井英一
- 福井セイ
- 福島聡
- 福島鉄平
- フクシマハルカ
- ふくしま政美
- 福田晋一
- 福田宏
- 福田素子
- 福谷たかし
- 福地カミオ
- 福地翼
- 福地泡介
- 福原鉄平
- 福原蓮士
- 福米ともみ
- 福満しげゆき
- 福本伸行
- 福盛田藍子
- ふくやまけいこ
- 福山庸治
- 福山リョウコ
- 冨士宏
- ふじいあきこ
- 藤異秀明
- 藤井まき
- 藤井みつる
- 藤井みどり
- 藤井みほな
- 藤枝とおる
- 藤枝雅
- 藤岡建機
- 藤臣柊子
- 藤川祐華
- 藤木俊
- 藤木てるみ（藤木輝美）
- 藤こよみ
- 藤子不二雄A
- 藤子・F・不二雄
- 藤崎こう
- 藤崎了士
- 藤崎竜
- 富士参號（抄）
- 藤沢カミヤ
- 藤沢とおる
- 藤沢もやし
- 藤島康介
- 藤島じゅん
- 藤代健
- 藤城翔
- 藤末さくら
- 藤田あつ子
- 藤田和子
- 藤田和日郎
- 藤田貴美
- 藤田まぐろ
- 藤田素子
- ふじつか雪
- 藤中千聖
- 藤凪かおる
- 藤也卓巳
- ふじのはるか
- 藤野美奈子（抄）
- 藤野もやむ
- 藤野耕平
- 藤巻忠俊
- 藤真拓哉
- 藤丸
- 藤宮あゆ
- ふじみやみすず
- 藤実リオ
- 藤村文彦
- 藤村真理
- 藤本ケンシ
- ふじもとせい
- 藤本タツキ
- ふじもとゆうき
- 藤もも
- 富士山ひょうた
- 富士山みえる
- 藤原晶
- 藤原栄子
- 藤原薫
- 藤原カムイ
- 藤原規代
- 藤原ここあ
- 藤原さとし
- 藤原鉄頭
- 藤原ヒロ
- 藤原ゆか
- 藤原芳秀
- 双葉たかし
- 双見酔
- 普津澤画乃新
- ふなつ一輝
- 文月今日子
- 文月晃
- ふみふみこ
- 冬川基
- 冬季ねあ
- 冬野みかん
- ふらんけん正人
- FURU
- 古川益三
- ふるかわしおり
- 古沢優
- 古舘春一
- PURUpyon西東
- 古都和子
- 古屋樹
- 古屋兎丸
- 古谷実
- 古谷三敏
- ぷろとん
- 風呂前有
- ふを留実

### へ
- 塀内夏子（塀内真人）
- 平井太朗
- 別天荒人
- ペトス
- BENNY'S
- ベニガシラ
- ベリッシモ・フランチェスコ
- 縁山
- belne
- ペンネームは無い

### ほ
- ボウイナイフ
- 北条晶
- 北條知佳
- 北条司
- 方條ゆとり
- 外薗健
- 外薗昌也（外園昌也）
- 墨天業
- 星逢ひろ
- 星崎真紀
- 星里もちる
- 星野桂
- 星野架名
- 星野小麦
- ほしのふうた
- 星野円
- ほしの瑞希
- 星野めみ
- 星野泰視
- 星野之宣
- ほしの竜一
- 星野リリィ
- 星森ゆきも
- 細川智栄子
- ほそかわ春（抄）
- 細川雅巳
- 細野不二彦
- 細馬信一（抄）
- 保谷伸
- 穂月想多
- ぼっしぃ
- 堀田あきお
- 堀田かつひこ
- 堀田きいち
- ほづみりや
- ほへと丸（岩澤ほへと丸）
- ぽむ
- 堀江卓
- 堀川悟郎
- 堀越耕平
- ほりのぶゆき
- 堀戸けい
- ホリユウスケ
- ほるまりん
- フレデリック・ボワレ
- 本庄敬
- ポンセ前田
- 本田
- ポン貴花田
- ほんだありま
- 本田真吾
- 凡天太郎
- ぽんとごたんだ
- 本名ワコウ
- 盆ノ木至
- PONPON
- ほんまかずひろ（抄）
- ほんまりう

## ま行

### ま
- マーシーラビット
- マーチン角屋
- まいた菜穂
- 前川かずお
- 前川かずお
- 前川たけし
- 前川つかさ
- 前川涼
- まえだくん
- 前田千石
- 前田俊夫
- 前田とも
- 前田のえみ
- 前田紅葉
- 前田理想
- 前谷惟光
- 前原滋子
- 魔訶不思議
- 磨伸映一郎
- 魔神ぐり子
- 真壁太陽
- まがりひろあき
- 真己京子
- 真木蛍五
- 巻来功士
- 巻田佳春
- 牧野あおい
- 牧野和子
- 牧野圭一
- 牧野博幸
- 蒔野靖弘（牧野靖弘、のぎまこと）
- 牧原若菜
- マキヒロチ
- 牧美也子
- 牧村久実
- 槇村さとる
- 牧村ジュン
- 槙ようこ
- 政一九
- 政岡としや
- まさき輝
- 真崎総子
- 真崎守
- 真柴真
- 真柴ひろみ
- 真島悦也
- 真島ヒロ
- masha
- 益子かつみ
- 益子悠
- 増田英二
- 増田こうすけ
- 増田晴彦
- 増田剛（うらまっく）
- 桝田道也（抄）
- 枡谷タケシ
- ますむらひろし
- 馬瀬あずさ
- 又野尚
- まだらさい
- 町野変丸
- 町田ひらく
- 松井勝法（旧名・キユ）
- まついなつき
- 松井優征
- 松井雪子
- 松浦聡彦
- 松浦だるま
- 松浦まさふみ
- 松江名俊
- 松木いっか
- 松阪剛志
- まつざきあけみ
- まつざきしおり
- 松崎司
- 茉崎ミユキ
- 松沢夏樹
- 松沢まり
- 松下井知夫
- 松下幸志
- 松下容子
- 松島裕子
- 松島幸太朗
- 松島リュウ
- マツセダイチ
- 松田一輝
- まったくモー助
- 松田妙子
- 松田奈緒子
- まつだひかり
- 松田円
- 松田未来
- 松田洋子
- 松月滉
- マディ上原
- 松任知基
- 松苗あけみ
- 松永孝之
- 松永豊和
- 松野時緒
- 松葉博
- 松林悟
- 松原利光
- 松原由美子
- 松久由宇
- 松村努
- 松本明澄
- まつもと泉
- 松本かつぢ
- 松本救助（松本とりも）
- 松本光司
- 松本小夢
- 松本しげのぶ
- 松本次郎
- まつもと剛志
- 松本大洋
- 松本太郎
- 松本テマリ
- 松本トモキ
- マツモトトモ
- 松本直也
- 松本夏実
- 松本久志
- 松本ひで吉
- 松本ひかる
- 松本ぷりっつ
- 松本美緒
- 松本充代
- 松本ミトヒ。
- 松本耳子
- 松本洋子
- 松本零士
- 松本レオ（抄）
- 松森正
- 松山せいじ
- まつやま登
- 松山花子（九州男児）
- 祭丘ヒデユキ
- 真斗
- 真東砂波
- まどの一哉
- matoba
- 的良みらん
- 真鍋譲治
- 真鍋昌平
- まにお
- 麻原いつみ
- 真船一雄
- マポロ3号
- 幻超二
- 麻々原絵里依
- 真村ミオ
- まみや綸
- 魔夜峰央
- 眉月じゅん
- 眉月はるな
- Maria
- まりお金田
- まるいミカ
- 丸尾末広
- 丸川トモヒロ
- 丸智之
- まるはま
- 丸山薫
- 丸山哲弘（旧名：哲弘）
- 丸山朝ヲ
- 丸和太郎
- 漫☆画太郎
- マンガ太郎
- まんだ林檎

### み
- 美麻りん
- MEE
- 美衣暁
- 美内すずえ
- 三浦建太郎
- 三浦糀
- みうらじゅん
- ミウラタダヒロ
- 三浦浩子
- 三浦みつる
- 三尾じゅん太
- 岬下部せすな
- 未影
- 御影石材
- 三笠山出月
- 御巫桃也
- みかまる
- 三香見サカ
- 三上小又
- 三上龍哉（抄）
- 三上骨丸
- 三神万里子
- 美川べるの
- 三家本礼
- みかん氏
- みきさえ（美奇めぐみ）
- 実樹ぶきみ
- ミキマキ
- 美樹本晴彦
- 幹本ヤエ
- みきもと凜
- 三國シン
- 御厨さと美
- みこくのほまれ
- みことあけみ
- 三咲あや
- みさき樹里
- みさくらなんこつ
- 三島衛里子
- 三島たけし（抄）
- 水あさと
- 瑞垣みずほ
- 水上悟志
- 水上澄子
- みずき健
- 水木しげる
- 水城まさひと
- 水樹和佳子
- 水口十
- 水口尚樹
- 水口幸広
- 水島新司
- 水城せとな
- 水沢悦子
- 水沢めぐみ
- 水沢勇介
- みずしな孝之
- 水島爾保布
- 水縞とおる
- 水田恐竜
- 水田ケンジ
- 水谷愛
- 水谷フーカ
- 水谷武子（水谷たけ子）
- みず谷なおき
- 水田ゆき
- 水知せり（抄）
- 水都あくあ
- みすとかすみ
- みずなともみ
- 水薙竜
- 水野英多
- 水野純子
- 水野十子
- 水野英子
- 水原賢治
- 水穂しゅうし
- みずもとあきつぐ
- 水元ローラ
- 溝口涼子
- 溝渕誠
- 三鷹公一
- 三谷幸広
- 三田紀房
- みたらし三大
- 見田竜介
- 御童カズヒコ
- 道原かつみ
- 道元宗紀
- 満井春香
- 三月
- 美月うさぎ
- みつきかこ
- 三岸せいこ
- みづきたけひと
- 水月とーこ
- みづき水脈
- 蜜樹みこ
- 水月博士
- 美月李予
- 満田拓也
- 蜜野まこと
- 水名瀬雅良
- 三橋乙揶
- 三ツ橋快人
- みつはしちかこ
- 光原伸
- みづほ梨乃
- 三ツ森あきら
- 三剣もとか
- 御童カズヒコ
- 翠川しん
- 緑川ゆき
- 緑のルーペ
- 碧ゆかこ
- 水上桜
- 皆川亮二
- みなぎ得一
- 水瀬藍
- 水瀬いつる
- 水名瀬雅良
- 水瀬マユ
- みなすきぽぷり（椎木冊也）
- みなづき忍
- 水無月真
- 水無月すう
- 湊谷夢吉
- 湊よりこ
- 南勝久
- 水波風南
- 南Q太
- 南野ましろ
- みなみ遥（南かずか）
- 南マキ
- ミナモトカズキ
- みなもと太郎
- 水森暦
- 水森みなも
- みにおん
- 峰岸とおる（抄）
- 嶺岸信明
- 峰倉かずや
- みね武
- 峯田ちあき
- 峰浪りょう
- みのもけんじ（抄）
- 三原順
- 三原ミツカズ
- 御船麻砥
- 美村あきの
- みもり
- 美森青
- 三森みさ
- 宮内由香
- 宮尾岳
- 宮川輝
- 宮川サトシ
- 宮川総一郎
- 宮川大河
- 宮川匡代
- 三宅大志
- 三宅乱丈
- みやこかしわ
- 都戸利津
- 宮坂栄一
- 宮坂香帆
- みやさかたかし
- 宮崎周平
- 宮崎夏次系（夏次系）
- 宮崎駿
- 宮下あきら
- 宮下裕樹
- 宮島礼吏
- みやすのんき（ひろもりしのぶ）
- みやぞえ郁雄
- みやたけし
- 宮田淳一
- 宮西計三
- 宮野ともちか
- 宮のぶなお
- 宮原るり
- みやびあきの
- みやびつづる
- みやまあかね
- 三山節子
- 三山のぼる
- 深山靖宙
- 深山和香
- 宮本福助
- みやもと留美
- 宮谷一彦
- 宮脇明子
- みやわき心太郎
- 宮脇ゆきの
- 三好輝
- 三好雄己
- ミル・フィーユ（旧・ミルフィーユ）
- 三輪真雪
- 眠田直
- 明

### む
- Moo.念平
- 無有利安（むうりあん）
- 迎夏生
- むぎわらしんたろう（萩原伸一）
- 椋陽児
- 夢来鳥ねむ
- ムサヲ
- むさしのあつし
- 陸奥A子
- 睦月のぞみ
- むっく
- むっしゅ
- むつ利之
- むとうひろし
- むにゅう
- 村枝賢一
- 村生ミオ
- 村岡栄一（むらおか栄一）
- 村岡マサヒロ
- 村岡ユウ
- 村上かつら
- 村上たかし
- 村上真紀
- 村上もとか
- 村上ゆみ子
- むらかわみちお
- 村瀬克俊
- 村瀬範行
- ムラタコウジ
- 村田順子
- 村田真哉
- 村田ひろゆき
- 村田真優
- 村田雄介
- 村西とおる
- 村野守美
- 村正みかど
- 村山一夫
- 村山文夫
- 室井大資
- 室井まさね
- ムロタニツネ象
- むろなが供未
- 室山まゆみ
- むんこ

### め
- めいびい
- MEIMU
- めきめき
- 恵広史
- 恵三朗
- 目黒三吉
- 目白花子
- めで鯛
- めるへんめーかー

### も
- 馬上鷹将
- 毛内浩靖
- もぐら
- もこやま仁
- 模造クリスタル
- もち
- もちオーレ
- 持田あき
- 餅月あんこ
- 望月あきら
- 望月花梨
- 望月桜
- 望月淳
- 望月奈々
- 望月三起也
- 望月峯太郎
- 望月玲子
- 本島幸久
- もとなおこ
- 本仁戻
- もとはしまさひで
- 最富キョウスケ
- 本宮ひろ志
- もとむらえり
- 本山一城
- 本山理咲
- 元町夏央
- ものたりぬ（みなづき由宇）
- もみじ真魚
- 桃伊いづみ
- 百瀬武昭
- ももせたまみ
- ももち麗子
- 桃雪琴梨
- モリ淳史
- 森井ケンシロウ
- モリエサトシ
- 森江真子
- 森生まさみ
- 森生文乃
- 森尾理奈
- 森薫
- 森川久美
- 森川ジョージ
- 森倉チロル
- 森栗丸
- もりけん
- 森小太郎
- 森崎法美（抄）
- 森崎令子
- 森左智
- 森沢晴行
- もりしげ
- 森繁拓真
- 森下薫
- 森下薫 (男性漫画家)
- 森下suu
- 森下裕美
- 森島明子
- 森真理
- 森清士郎
- 森園みるく
- モリタイシ
- 森田拳次
- 盛田賢司
- もりたじゅん
- 森田俊平
- 森田信吾
- 森田崇
- 森多ヒロ
- 森田まさのり
- 森田屋すひろ
- 森田ゆき
- 森田柚花
- もりちかこ
- 森茶
- 森哲郎
- 森永あい
- 森永ミク
- 森永みるく
- 杜野亜希
- 森野うさぎ（影夢優）
- 森野達弥（抄）
- 森野萌
- 森秀樹
- 森藤よしひろ
- 杜真琴
- 森まりも
- 森雅之
- 森美夏
- 森見明日
- 森村あおい
- 森村たつお（抄）
- 守村大
- 森本梢子
- 森本秀
- 森本みゆき
- 森本里菜
- 森安なおや
- 森山大輔
- もりやまつる
- 森ゆきえ
- 森義一
- 森脇真末味
- 諸井愛
- 茂呂おりえ
- 両角潤香
- 諸星大二郎
- モンキー・パンチ
- 門地かおり
- もんでんあきこ
- 門馬もとき

## や行

### や
- 矢尾板賢吉
- 八神健
- 八神千歳
- 八神ひろき
- 矢上裕
- 夜神里奈
- やぎさわ景一
- やぎざわ梨穂
- 八木ちあき
- 屋宜知宏
- ヤキナベ
- 柳沼行
- 八木教広
- 矢口高雄
- 矢口岳
- やくみつる（はた山ハッチ）
- 櫓刃鉄火
- 矢沢あい
- 谷澤みき
- 谷沢直
- 八潮路つとむ
- 矢直ちなみ
- やしろあずき
- 矢代まさこ
- ヤス
- YASCORN（杉木ヤスコ）
- 安田剛助
- ヤスダスズヒト
- 安田剛士
- 安田弘之
- 安富高史
- 安永航一郎
- 安永知澄
- 安原いちる
- 安彦良和
- 泰三子
- 安村洋平
- ヤタ（カラス）
- 谷地恵美子
- 八房龍之助
- 簗緒ろく
- 柳川ヨシヒロ
- 柳澤一明
- 柳沢きみお
- 柳田直和（柳田なお）
- やなせたかし
- 矢也晶久
- 矢野健太郎（毛野楊太郎）
- 夜野みるら
- 矢萩貴子
- やぶうち優
- やぶうちゆうき
- 矢吹健太朗
- 薮口黒子（枝松亜紀）
- やぶのてんや
- やまあき道屯
- 山内直実
- 山内泰延
- 山上たつひこ
- 山川あいじ
- 山川純一
- 山川直人
- 山岸凉子
- 山口いづみ
- 山口かつみ
- 山口貴由
- 山口つばさ
- 山口舞子
- 山口ミコト
- 山口美由紀
- 山口陽史
- 山口よしのぶ
- 山﨑あつし
- 山崎匡佑（山崎大紀）
- 山崎コータ
- ヤマザキコレ
- 山崎さやか
- やまざき貴子
- やまさき拓味
- 山咲トオル
- 山崎風愛
- 山崎峰水（山崎浩）
- ヤマザキマリ
- 山崎みちよ
- やまじえびね
- 山科けいすけ
- 山下いくと
- 山下和美
- やましたたかひろ
- ヤマシタトモコ
- 山下友美
- 山下ユタカ
- やましろ梅太
- ヤマダ
- 山田章博
- 山田和重
- 山田可南
- 山田鐘人
- 山田胡瓜
- 山田金鉄
- 山田圭子
- やまだ浩一
- 山田こうすけ
- 山田孝太郎
- 山田こもも
- 山田ゴロ
- 山田参助
- やまだ三平
- 山田J太
- 山田秋太郎
- 山田シロ彦
- 山田貴敏
- 山田卓司
- やまだないと
- 山田也
- 山田南平
- 山田花子
- 山田はまち
- 山田マリエ
- 山田まりお
- 山田ミネコ
- やまだ紫
- 山田ユギ
- 山田恵庸
- 山田芳裕
- 山田怜
- 山田玲司
- 八的暁
- やまと虹一
- 山鳥おふう
- 大和名瀬
- 大和正樹
- 大和和紀
- 山名沢湖
- 山中あきら
- 山西正則
- 山根青鬼
- 山根赤鬼
- 山根和俊
- やまねあやの
- 山野一
- 山野車輪
- 山野りんりん
- 山花典之
- 山原義人
- 山藤章二
- 山辺麻由
- 山松ゆうきち
- 夜麻みゆき
- やまむらはじめ
- 山本貴嗣
- 山本アリフレッド
- 山本おさむ
- 山本航暉
- 山本和音
- やまもとかずや
- 山本ケイジ（超肉）
- 山本賢治
- 山本小鉄子
- 山本サトシ
- 山本さほ
- 山本晋
- 山本純二
- 山本鈴美香
- 山本崇一朗
- 山本直樹（森山塔、塔山森）
- 山本英夫
- 山本まさはる
- 山本まゆり
- 山本夜羽音
- 山本康人
- 山本ヤマト
- 山本優子
- やまもとりえ
- 山本亮平
- 山本ルンルン
- 山森ススム
- やまもり三香
- 家守まき
- 稍日向
- 夜宵草

### ゆ
- 湯浅ひとし（抄）
- ゆあま
- 由伊大輔
- 唯登詩樹
- 唯洋一郎（抄）
- 結賀さとる
- ユーキあきら
- 結城さわな
- 結城心一
- ゆうきともか
- 優木なち
- 結木悠
- ゆうきまさみ
- 悠木りおん
- 遊人
- UJT
- 勇人
- 有羽なぎさ
- ゆうの
- 悠妃りゅう
- 友美イチロウ
- ゆうみ☆りんく
- 有香子
- 湯川かおる
- 由貴香織里
- 雪子
- 雪丸
- 雪丸もえ
- ゆきみ
- 雪見野ユキオ
- 幸宮チノ
- 雪村理子
- 幸村誠
- 雪本愁二
- ユキヲ
- ゆくえ高那
- 湯口聖子
- 湯沢敏仁
- 柚木ウタノ
- 柚木N'
- 柚木ガオ
- ユズキカズ
- 柚木涼太
- 柚原瑞香
- ゆず未来
- 湯田伸子
- 弓月光
- ゆでたまご
- 柚庭千景
- UMA（抄）
- 弓長九天
- 夢花李
- 夢路行
- 夢路キリコ
- 夢野一子
- 夢乃狸
- 夢野れい
- ゆみぞう（抄）
- ゆみみ
- 由羅カイリ

### よ
- 陽気婢
- 洋介犬（うえやま洋介犬）
- 余湖裕輝
- 横井福次郎
- 横内なおき
- 邪武丸
- 横島一
- よこたとくお
- 横山えいじ
- 横山泰三
- 横山まさみち
- 横山真由美
- 横山光輝
- 横山隆一
- 横山了一
- 横槍メンゴ
- 芳井アキ
- 芳井一味
- 吉井凛
- 吉岡公威
- 吉岡榊
- 吉岡李々子
- 吉開寛二
- 芳一
- 吉川うたた
- よしかわ進
- 吉川雅之
- 吉河美希
- 吉川豊
- 芳崎せいむ
- 吉崎観音
- 吉沢やすみ
- 吉住渉
- 吉田秋生
- よしだ斑鳩
- 吉田聡
- 吉田覚
- 吉田戦車
- 吉田竜夫
- 由多ちゆ
- よしたに
- 吉田ふらわ（吉田あぺぢ）
- ヨシダプロ
- 吉田正紀
- 吉田窓（抄）
- 吉田まゆみ
- 吉田丸悠
- 吉田美紀子
- 吉田光彦
- よしだみほ
- 吉田基已
- よしだもろへ
- 芳谷圭児
- よしづきくみち
- 吉富昭仁
- ヨシトミヤスオ
- よしながふみ
- 吉永ゆう
- 吉永龍太
- 吉野朔実
- 吉野志穂
- 吉野マリ
- 吉原昌宏
- 芳原舞人
- 吉辺あくろ
- よしまさこ
- 美水かがみ
- 好美のぼる
- 吉村明美
- よしむらかな
- よしむらなつき
- よしもとあきこ（抄）
- 吉本どんど
- 吉もと誠
- よしもとよしとも
- 吉森みき男
- 吉谷やしよ
- 世棄犬
- 依田瑞稀
- よつ葉真澄
- よだひでき
- 米倉けんご
- 米沢りか
- 米原秀幸
- 米村孝一郎
- 米餅昭彦（なめぞう）
- よむ
- 萬屋不死身之介

## ら行

### ら
- 雷句誠
- ライフスタイル角田
- 羅川真里茂
- ラショウ
- ラズウェル細木
- ラッキー植松
- RaTe
- 蘭宮涼
- 乱魔猫吉
- 乱丸

### り
- LEE
- りえちゃん14歳
- Rico
- 六道神士
- 竜崎遼児
- RYU-TMR
- 了春刀
- LINDA
- りんたろう
- 厘のミキ（凛野ミキ）

### る
- 龍炎狼牙
- ルーツ
- 瑠沢るか
- ルネッサンス吉田
- ルノアール兄弟
- るりあ046

### れ
- REN

### ろ
- ろーるぱんつ
- 六内円栄
- 六田登
- ロケット兄弟
- 陸野二二夫
- 六本木綾
- ロドリゲス井之介
- ろびこ
- ロビン西

## わ行

### わ
- 和央明
- 若尾はるか
- 若木民喜
- 若杉公徳
- 環方このみ
- わかつきめぐみ
- 若林健次
- 若林稔弥
- 若宮弘明
- 和久井健
- 和久原にこ
- 和気一作
- 技来静也
- 鷲尾直広
- 早稲田ちえ
- ワダアルコ
- 私屋カヲル
- 和田慎二
- わたせせいぞう
- 渡瀬悠宇
- 和田尚子
- 渡辺あすか
- 渡辺あゆ
- 渡辺和博
- 渡辺カナ
- 渡辺静
- わたなべ志穂
- 渡辺志保梨
- 渡辺潤
- わたなべ純子
- 渡辺純子
- 渡辺多恵子
- 渡辺電機(株)
- 渡辺とおる
- 渡辺ペコ
- わたなべぽん
- わたなべまさこ
- 渡辺道明
- 渡辺みちお
- 渡辺保裕
- 渡辺祥智
- わたなべよしまさ
- 渡辺諒
- 渡辺航
- 和田洋人
- わたべ淳
- わだぺん。
- 和田真由美
- 和田義三
- 和田ラヂヲ
- 渡真仁
- わた・るぅー（旧名：山崎渉）
- わちさんぺい
- 和月伸宏
- 和六里ハル
- 和山やま
- わらいなく
- ONE
- わんぱく
- 完顔阿骨打

### ん
- ん村

## 単独での項目がない漫画家についてのプロフィール抄つきの漫画家一覧
- 日本の漫画家 あ行
- 日本の漫画家 か行
- 日本の漫画家 さ行
- 日本の漫画家 た行
- 日本の漫画家 な行
- 日本の漫画家 は行
- 日本の漫画家 ま行
- 日本の漫画家 や-わ行